# Hổ Siberia
Hổ Siberia, hổ Amur, hổ Triều Tiên, hổ Ussuri hay hổ Mãn Châu hoang dã; biệt danh: "Chúa tể rừng Taiga", là một phân loài hổ sinh sống chủ yếu ở vùng núi Sikhote-Alin ở phía tây nam tỉnh Primorsky Krai của vùng Viễn Đông Nga. Trong quá khứ, loài hổ này từng phân bố khắp bán đảo Triều Tiên, Đông Bắc Trung Quốc, Viễn Đông của Nga và phía Đông Mông Cổ. Đây là phân loài hổ có kích thước lớn nhất so với các phân loài hổ khác, và cũng là loài săn mồi họ mèo lớn nhất hiện nay.
Vào năm 2005, chỉ còn khoảng 331-393 cá thể hổ Siberia trưởng thành và chưa trưởng thành ở khu vực này, với cá thể trưởng thành là khoảng 250 con. Quần thể đã ổn định trong hơn một thập kỷ nhờ các nỗ lực bảo tồn chuyên sâu, nhưng một phần cuộc điều tra được tiến hành sau năm 2005 cho thấy số lượng hổ ở Nga đang giảm. Một cuộc điều tra ban đầu được tổ chức vào năm 2015 cho thấy quần thể hổ Siberia đã tăng lên 480-540 cá thể ở vùng Viễn Đông, trong đó bao gồm 100 con hổ con. Điều này được theo dõi bởi một điều tra chi tiết hơn cho thấy có tổng cộng 562 cá thể hổ Siberia hoang dã ở Nga.
Kết quả nghiên cứu sinh vật học so sánh DNA ty thể từ loài hổ Ba Tư đã tuyệt chủng và một phân loài hổ hiện đại cho thấy tổ tiên chung của loài hổ Siberia và Ba Tư đã xâm chiếm Trung Á từ Trung Quốc ở phía đông, qua hành lang Cam Túc − con đường tơ lụa và sau đó đi qua Siberia về phía đông để thiết lập quần thể hổ Amur ở vùng Viễn Đông của Nga. Các quần thể hổ Ba Tư và Siberia là những loài hổ chủ yếu sống ở vùng cực bắc ở lục địa châu Á.

## Phát sinh loài

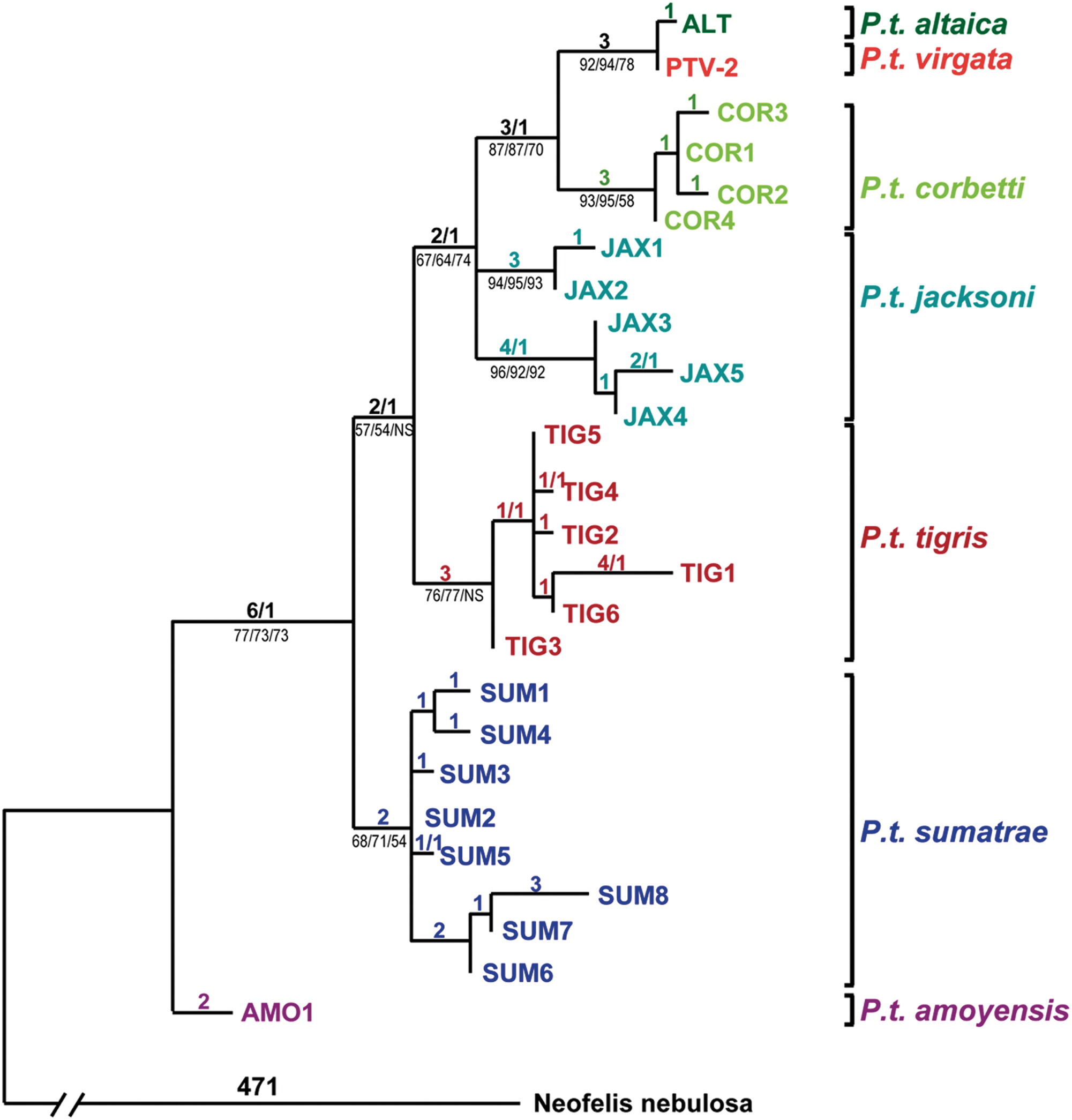
Mối quan hệ phát sinh của các quần thể hổ. Lưu ý mối quan hệ chặt chẽ giữa hổ Ba Tư và hổ Siberia.

Một số báo cáo đã được công bố từ những năm 1990 về cấu trúc di truyền học của hổ Siberia và mối quan hệ của nó với các phân loài khác. Một trong những kết quả quan trọng nhất là phát hiện ra sự biến đổi di truyền thấp trong quần thể hoang dã, đặc biệt là khi nói đến các dòng DNA của mẹ hoặc DNA ty thể. Dường như một haplotype đơn mtDNA gần như hoàn toàn thống trị dòng dõi mẹ của những con hổ hoang dã Siberia. Mặt khác, những con hổ bị giam cầm dường như cho thấy sự đa dạng mtDNA cao hơn. Điều này có thể gợi ý rằng các phân loài đã trải qua một quá trình cổ chai di truyền rất gần đây do áp lực của con người gây ra, với những người sáng lập quần thể nuôi nhốt đã bị bắt khi khả năng biến đổi gen cao hơn trong tự nhiên.
Vào đầu thế kỷ 21, các nhà nghiên cứu từ Đại học Oxford, Viện Ung thư Quốc gia Hoa Kỳ và Đại học Hebrew Jerusalem đã thu thập các mẫu mô từ 20 trên 23 mẫu hổ Ba Tư được lưu giữ trong các bảo tàng trên khắp lục địa Á-Âu. Họ đã giải trình tự ít nhất một đoạn gồm năm gen ti thể và tìm thấy một lượng biến đổi thấp của DNA ti thể trong hổ Caspian so với các phân loài hổ khác. Họ đã đánh giá lại các mối quan hệ phát sinh loài của phân loài hổ và quan sát thấy sự tương đồng đáng chú ý giữa hổ Caspian và Siberia chỉ ra rằng hổ Siberia là họ hàng gần nhất về mặt di truyền của hổ Caspian, nó ngụ ý mạnh mẽ về tổ tiên chung gần đây. Dựa trên phân tích về phát sinh chủng loại học, họ cho rằng tổ tiên của hổ Ba Tư và Siberia đã xâm chiếm Trung Á cách đây chưa đầy 10.000 năm qua khu vực Con đường tơ lụa ở tỉnh Cam Túc, Trung Quốc ở phía đông, và sau đó đi qua phía đông để thành lập quần thể hổ Siberia ở Viễn Đông Nga. Các sự kiện của Cách mạng công nghiệp có thể là yếu tố quan trọng trong sự cô lập đối ứng của hổ Ba Tư và Siberia khỏi những gì có khả năng là một quần thể tiếp giáp duy nhất.
Các mẫu của 95 con hổ Amur hoang dã đã được thu thập trong phạm vi bản địa của chúng để điều tra các câu hỏi liên quan đến cấu trúc di truyền quần thể và lịch sử nhân khẩu học. Ngoài ra, các cá thể mục tiêu từ quần thể ex situ Bắc Mỹ đã được lấy mẫu để đánh giá biểu hiện di truyền được tìm thấy trong điều kiện nuôi nhốt. Các phân tích cấu trúc di truyền và cấu trúc Bayes đã xác định rõ hai quần thể được ngăn cách bởi một hành lang phát triển ở Nga. Mặc dù đã suy giảm tài liệu từ thế kỷ 20, nhưng các nhà nghiên cứu đã không tìm thấy bằng chứng về sự tắc nghẽn quần thể gần đây, mặc dù các dấu hiệu di truyền của một sự giới hạn lịch sử đã được phát hiện. Sự chênh lệch về tín hiệu này có thể là do một số lý do, bao gồm cả sự thay đổi lịch sử trong biến thể di truyền quần thể liên quan đến sự xuất hiện của thế Holocen và dòng gen tiềm năng từ một quần thể Trung Quốc hiện đã tuyệt chủng. Phạm vi và sự phân bố của biến thể di truyền ở các quần thể nuôi nhốt và hoang dã là tương tự nhau, tuy nhiên các biến thể gen vẫn tồn tại ở khu vực đã bị mất tại chỗ. Nhìn chung, kết quả của họ cho thấy sự cần thiết phải bảo đảm kết nối sinh thái giữa hai quần thể Nga để giảm thiểu mất đa dạng di truyền và tính nhạy cảm chung đối với các sự kiện ngẫu nhiên, và hỗ trợ một nghiên cứu trước đây cho thấy rằng quần thể nuôi nhốt có thể là ổ chứa các biến thể gen bị mất tại chỗ.
Năm 2013, toàn bộ bộ gen của hổ Siberia đã được giải trình tự và xuất bản.
Những quần thể hổ ở lục địa châu Á rơi vào hai nhánh: nhánh phía bắc bao gồm quần thể hổ Siberia và Ba Tư, và các nhánh phía nam bao gồm tất cả các quần thể hổ lục địa còn lại.
Một nghiên cứu được công bố vào năm 2018 dựa trên 32 mẫu hổ sử dụng trình tự toàn bộ bộ gen để phân tích. Kết quả hỗ trợ sáu nhánh hổ đơn ngành và chỉ ra rằng tổ tiên chung gần đây nhất đã sống cách đây khoảng 110.000 năm.

## Đặc điểm

### Kích thước

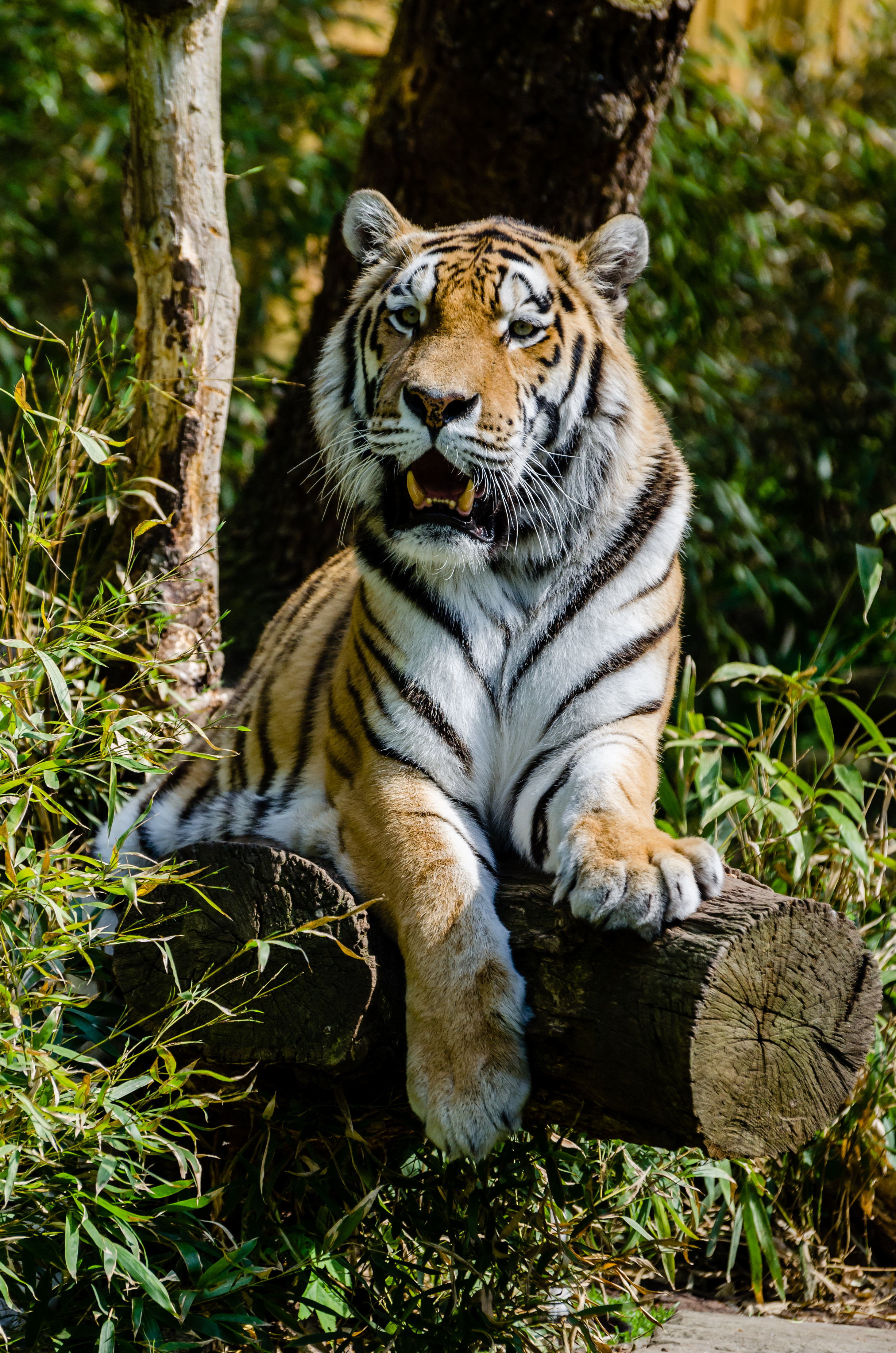
Một cá thể hổ Siberia đang được nuôi nhốt ở vườn thú Münster

Hổ Siberia được coi là phân loài hổ lớn nhất. Trong các nguồn thống kê lịch sử cụ thể đề cập đến kích thước cơ thể và trọng lượng của hổ Siberia; một con hổ đực hoang dã bị giết ở Mãn Châu trong khu vực sông Sungari vào năm 1943 được báo cáo là dài đến 3,5 m (140 in) "trên các đường cong", tương đương với 330 cm (130 in) "giữa các chốt" với chiều dài đuôi khoảng 1 m (39 in). Nó nặng khoảng 300 kg (660 lb). Trọng lượng chưa được xác định giữa 318 và 384 kg (701 và 847 lb) và thậm chí 408 kg (899 lb) đã được nêu trong các nguồn không rõ ràng. Một bằng chứng chưa được xác nhận đề cập đến một con hổ đực ở dãy núi Sikhote-Alin vào năm 1950 được báo cáo nặng 384 kg (847 lb) với chiều dài ước tính 3,48 m (11,4 ft). Một con hổ Siberia bị giam cầm tên là "Jaipur" được cho là đạt trọng lượng cơ thể lên đến 465 kg (1.025 lb).
Trong những năm 1980, phạm vi trọng lượng điển hình của hổ Siberia hoang dã được chỉ định là 180–306 kg (397–675 lb) đối với con đực và 100–167 kg (220-368 lb) đối với con cái. Các cá thể đặc biệt lớn thường bị nhắm mục tiêu và săn bắn bởi các thợ săn.
Năm 2005, một nhóm các nhà động vật học Nga, Mỹ và Ấn Độ đã công bố một phân tích dữ liệu lịch sử và đương đại về trọng lượng cơ thể của những con hổ hoang dã và bị giam giữ, cả đực lẫn cái trên tất cả các phân loài. Dữ liệu được sử dụng bao gồm trọng lượng của hổ đã lớn hơn 35 tháng và được đo lại bằng sự hiện diện của các chuyên gia. So sánh của họ với dữ liệu lịch sử chỉ ra rằng đến nửa đầu thế kỷ 20, cả hổ đực và cái Siberia đều nặng hơn những thống kê trong những năm 1970s. Con hổ Siberia hoang dã lịch sử trung bình nặng 215,3 kg (475 lb) và con cái cái 137,5 kg (303 lb); Hổ đực Siberia hoang dã đương đại nặng trung bình 176,4 kg (389 lb) với giới hạn tiệm cận là 222,3 kg (490 lb); một con cái hoang dã nặng trung bình 117,9 kg (260 lb). Loài hổ Siberia lịch sử và hổ Bengal là loài hổ lớn nhất, trong khi hổ Siberia hiện đại thì có phần nhẹ hơn loài hổ Bengal. Việc giảm trọng lượng cơ thể của hổ Siberia ngày nay có thể được giải thích bằng nguyên nhân đồng thời, cụ thể là sự săn bằn tràn lan, săn bắt bất hợp pháp và các cá thể thường bị bệnh hoặc bị thương và thậm chí bị bắt trong tình huống xung đột với con người.
Các phép đo kích thước chiều dài loài hổ này được thực hiện bởi các nhà khoa học của Dự án Hổ Siberia ở dãy núi Sikhote-Alin là từ 1,78 đến 2,08 m (70 đến 82 in) từ đầu đến thân đo bằng đường thẳng, trung bình 1,95 m (77 in) đối với con đực; và đối với con cái là từ 1,67 đến 1,82 m (66 đến 72 in) với chiều dài trung bình 1,74 m (69 in). Chiều dài đuôi trung bình đo được là 99 cm (39 in) ở đực và 91 cm (36 in) ở cái. Con đực dài nhất đo được là 3,9 m (122 in) với chiều dài tổng cộng gồm đuôi dài 101 cm (40 in) và chu vi ngực là 127 cm (50 in). Con cái lớn nhất dài 2,7 m (110 in), bao gồm đuôi dài 88 cm (35 inch) và chu vi ngực 108 cm (43 inch). Một con đực bị bắt bởi các thành viên của Dự án Hổ Siberia nặng 206 kg (454 lb), và con đực có dây đeo lớn nhất nặng 212 kg (467 lb).

### Hộp sọ
Hộp sọ của hổ Siberia được đặc trưng bởi kích thước lớn của nó, và tương tự như của một con sư tử. Nó khác với các đặc điểm cấu trúc của hàm dưới và chiều dài tương đối của các mũi. Vùng da mặt rất chắc chắn và rất rộng trong khu vực của răng nanh. Hộp sọ nổi bật, đặc biệt là đỉnh sagittal và xương chẩm là rất cao và khỏe ở con đực, và thường lớn hơn nhiều so với những gì thường được quan sát thấy trong các hộp sọ lớn nhất của hổ Bengal. Sự thay đổi kích thước trong hộp sọ của hổ Siberia dao động từ 331 đến 383 mm (13,0 đến 15,1 in) trong chín cá thể đo được. Một hộp sọ của con cái luôn luôn nhỏ hơn và không bao giờ được chắc khỏe như của con hổ đực. Chiều cao của đỉnh sagittal ở phần giữa của nó đạt đến 27 mm (1,1 in), và ở phần sau của nó lên đến 46 mm (1,8 in).
Hộp sọ con cái dao động từ 279,7 đến 310,2 mm (11,01 đến 12,21 in). Hộp sọ của loài hổ đực Ba Tư từ Turkestan có chiều dài tối đa 297,0 đến 365,8 mm (11,69 đến 14,40 in), trong khi đó những con cái được đo 195,7 đến 255,5 mm (7,70 đến 10,06 in). Một con hổ bị giết trên sông Sumbar ở Kopet-Dag vào tháng 1 năm 1954 có chiều dài hộp sọ lớn nhất là 385 mm (15,2 in), cao hơn nhiều so với số lượng tối đa cho biết và cao hơn một chút so với hầu hết loài hổ Siberia. Tuy nhiên, chiều dài của nó chỉ là 305 mm (12.0 in), nhỏ hơn so với hổ Siberia, với chiều dài cực đại ghi lại là 342 mm (13.5 in). Hộp sọ lớn nhất của một con hổ Siberia từ phía đông bắc Trung Quốc có chiều dài 406 mm (16,0 in), dài khoảng 20–30 mm (0,79–1,18 in) so với chiều dài sọ tối đa của hổ từ vùng Amur và miền bắc Ấn Độ.

### Bộ lông

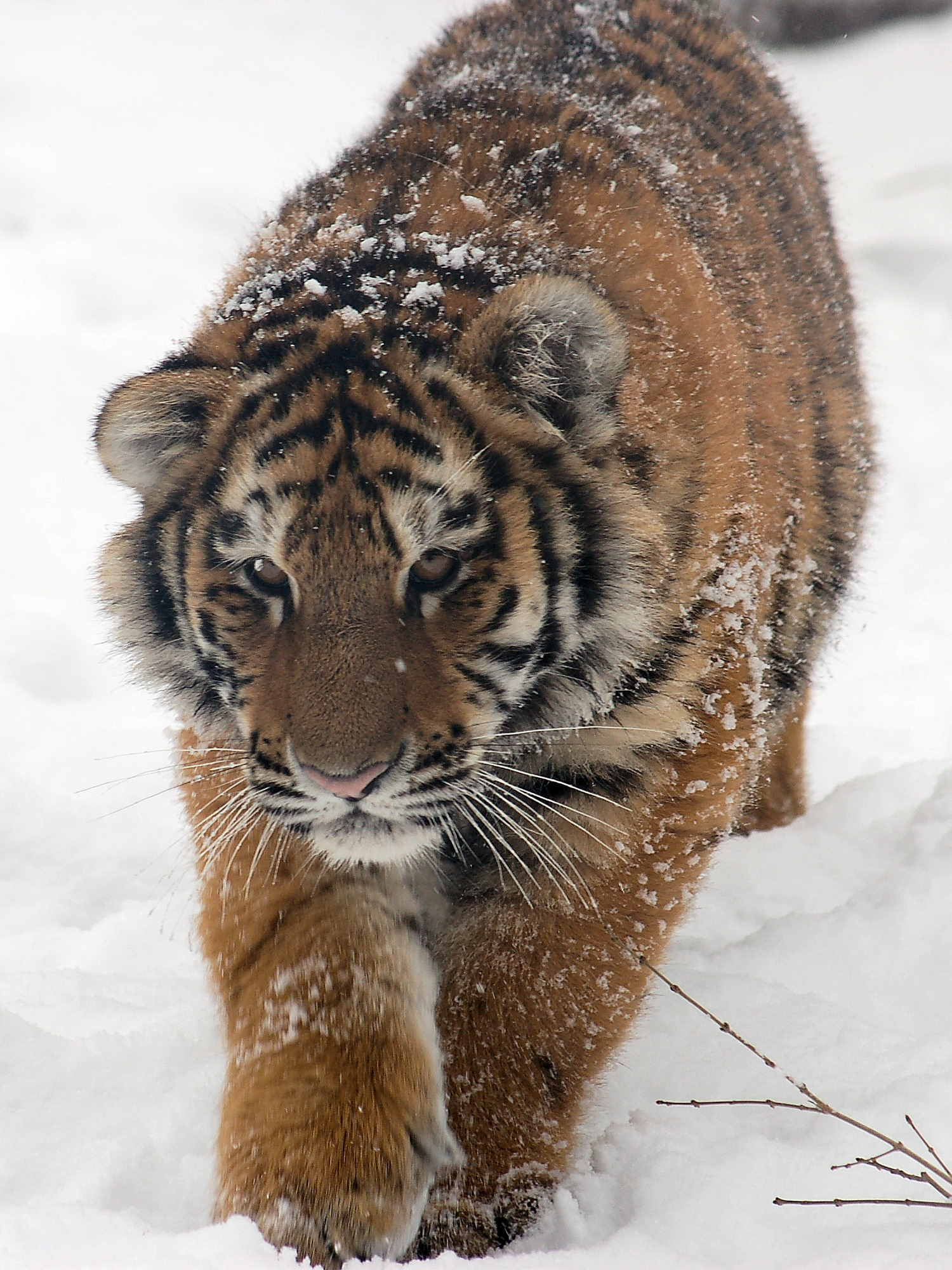
Một con hổ Amur con

Hổ Siberia có bộ lông rậm và dày hơn so với các phân loài hổ khác, nhờ đó mà chúng có thể chịu được cái lạnh khắc nghiệt vào mùa đông. Màu lông của hổ Siberia thường rất nhợt nhạt, đặc biệt là trong mùa đông. Tuy nhiên, các biến thể trong quần thể có thể là đáng kể. Biến thể cá nhân cũng được tìm thấy dưới dạng, chiều dài và một phần bằng màu sắc, các sọc tối, được mô tả là màu nâu đậm thay vì màu đen.
Bộ lông của hổ Siberia có độ dày vừa phải, thô và thưa thớt so với những loài họ mèo khác sống ở Liên bang Xô viết cũ. So với quần thể cực tây hiện nay đã tuyệt chủng, bộ lông mùa đông của hổ Siberia tương phản mạnh với các phân loài hổ khác. Nhìn chung, lớp quần thể phía tây sáng hơn và đồng đều hơn so với quần thể Viễn Đông. Bộ lông vào mùa hè thường thô, trong khi vào mùa đông lại dày đặc hơn, dài hơn, rậm hơn. Lông mùa đông thường xuất hiện khá xù xì trên cơ thể, và dài hơn một cách rõ rệt trên đầu, hầu như bao phủ tai. Ngoài ra, hai phân loài hổ Siberia và Ba Tư có bộ lông dày nhất trong số các loài hổ, do chúng xuất hiện ở các vùng lạnh hơn của châu Âu và châu Á.
Ria và bờm ở phía sau đầu và cổ cũng rất dài. Màu nền của bộ lông mùa đông thường ít sáng và gỉ hơn so với lúc mùa hè. Do chiều dài lớn hơn của bộ lông mùa đông, các sọc xuất hiện rộng hơn với các đường nét ít được xác định. Lông của chúng mùa hè ở lưng dài 15–17 mm (0,59–0,67 in), dài 30–50 mm (1,2–2.0 in) dọc theo đầu cổ, 25–35 mm (0,98–1,38 in) trên bụng, và 14–16 mm (0,55–0,63 in) trên đuôi. Lông bờm mùa đông ở phía sau là 40–50 mm (1.6–2.0 in), 70–110 mm (2.8–4.3 in) trên đầu cổ, 70–95 mm (2.8–3.7 in) trên cổ họng, 60 –100 mm (2,4–3,9 in) trên ngực và 65–105 mm (2,6–4,1 in) trên bụng. Ở ria là 90–115 mm (3,5–4,5 in).

## Phân bố và môi trường sống

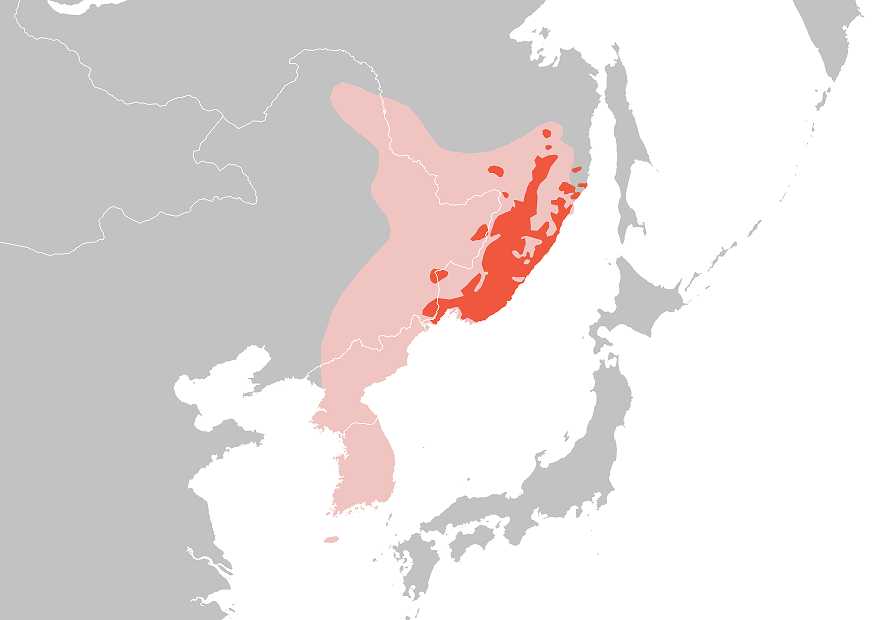
Nơi phân bố của hổ Siberia vào cuối thế kỷ 19 (màu nhạt) và hiện tại (màu đỏ)

Loài hổ Siberia từng sinh sống ở bán đảo Triều Tiên, Mãn Châu và các vùng khác của Đông Bắc Trung Quốc, phần phía đông của Siberia và vùng Viễn Đông của Nga, có lẽ còn từng phân bố ở xa phía tây Mông Cổ và khu vực hồ Baikal, nơi loài hổ Ba Tư đã từng sinh sống. Phạm vi địa lý của hổ Siberia ở vùng Viễn Đông Nga trải dài từ nam đến bắc với gần 1.000 km (620 mi) chiều dài của Primorsky Krai và vào phía nam Khabarovsk Krai ở phía đông và phía nam của sông Amur. Nó cũng xuất hiện trong phạm vi Đại Hưng An, nơi có thể đi vào lãnh thổ Nga từ Trung Quốc tại một số nơi ở phía tây nam Primorye. Ở cả hai khu vực, địa hình thường có độ cao từ 500 đến 800 m (1.600 đến 2.600 ft) so với mực nước biển, chỉ với một vài đỉnh núi đạt 1.000 m (3.300 ft) trở lên. Khu vực này đại diện cho một khu vực sáp nhập của hai vùng sinh thái: khu phức hợp rừng lá rộng và hỗn hợp ôn đới Đông Á và khu phức hợp rừng taiga, kết quả là một loại kiểu rừng thay đổi theo độ cao, địa hình và lịch sử. Các sinh cảnh chính mà hổ Siberia sinh sống là rừng có cây lá rộng thông Triều Tiên với cấu trúc phức tạp.
Khu phức hợp động vật của khu vực này được thể hiện bằng sự pha trộn giữa các dạng sinh vật thuộc châu Á và vùng phương Bắc. Khu phức hợp các loài động vật móng guốc, vốn là những con mồi chính của hổ Siberia, được đại diện bởi bảy loài, với nai Mãn Châu, hoẵng Siberia, và lợn rừng là phổ biến nhất trên khắp dãy núi Sikhote-Alin nhưng hiếm ở các khu rừng vân sam trên cao. Hươu sao bị hạn chế ở nửa phía nam của dãy núi Sikhote-Alin. Hươu xạ Siberia và nai sừng tấm có liên quan đến rừng lá kim và gần các giới hạn phân bố phía nam của chúng ở vùng núi trung tâm Sikhote-Alin.
Số lượng hổ Amur hoang dã ở Trung Quốc được ước tính vào khoảng 18-22 cá thể. Vào năm 2005, đã có 331-393 loài hổ Amur ở vùng Viễn Đông của Nga, bao gồm một quần thể trưởng thành khoảng 250 con, ít hơn 100 con có khả năng đã trưởng thành, hơn 20 con có khả năng dưới 3 tuổi. Hơn 90% quần thể xuất hiện ở vùng núi Sikhote Alin. Một số lượng hổ không rõ tồn tại trong khu vực quanh núi Trường Bạch, nằm trên biên giới giữa Trung Quốc và Bắc Triều Tiên, dựa trên các dấu vết và tầm nhìn.
Vào tháng 8 năm 2012, một con hổ Siberia với bốn con non đã được ghi nhận lần đầu tiên ở phía đông bắc Khu bảo tồn thiên nhiên quốc gia Hồn Xuân của Trung Quốc nằm ở vùng lân cận biên giới quốc tế với Nga và Bắc Triều Tiên. Các cuộc điều tra bằng bẫy ảnh được thực hiện trong mùa xuân năm 2013 và 2014 đã tiết lộ có từ 27 đến 34 con hổ sống dọc biên giới Trung Quốc và Nga. Vào tháng 4 năm 2014, các nhân viên của Tổ chức Quốc tế về Bảo tồn Thiên nhiên đã quay video một con hổ cái với đàn con ở nội địa Trung Quốc. Vào tháng 12 năm 2015, loài hổ đã được phát hiện ở tỉnh Cát Lâm ở đông bắc Trung Quốc, một dấu hiệu cho việc mở rộng phạm vi hổ Siberia ở nội địa Trung Quốc. Người ta ước tính rằng 27 con hổ đang sống ở tỉnh Cát Lâm.

## Tập tính

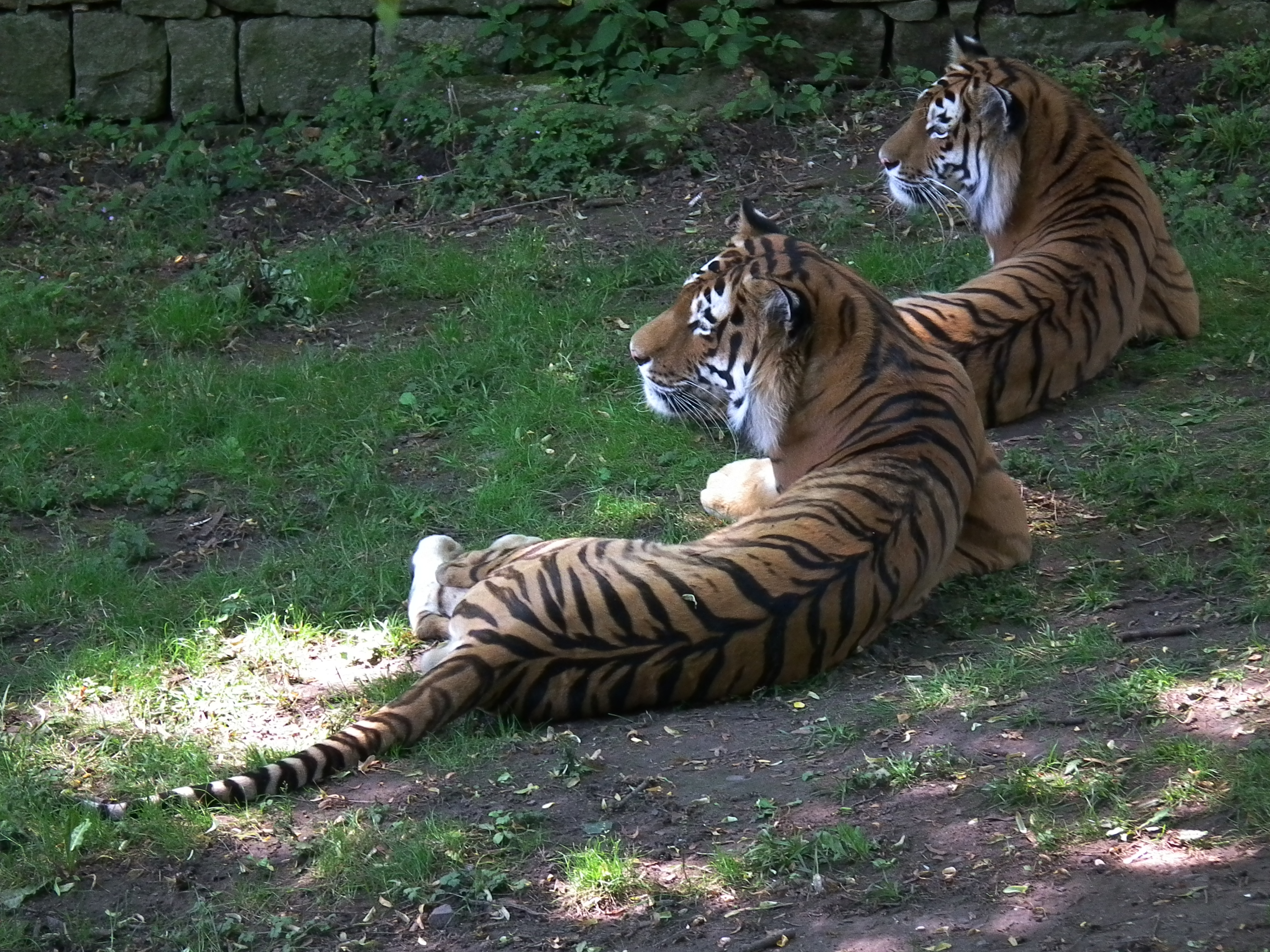
Một đôi hổ

Loài hổ Siberia được biết là có thể di chuyển lên tới 1.000 km (620 mi), một khoảng cách đánh dấu giới hạn di chuyển trên lãnh thổ không bị gián đoạn về mặt sinh thái.
Vào năm 1992 và 1993, tổng mật độ quần thể tối đa của quần thể hổ Sikhote-Alin được ước tính là 0,62 cá thể trong 100 km2 (39 dặm vuông). Số lượng cá thể trưởng thành tối đa ước tính vào năm 1993 đạt 0,3 cá thể trong 100 km2 (39 dặm vuông), với tỷ lệ giới tính trung bình 2,4 con cái trên một con đực. Các giá trị mật độ này thấp hơn nhiều so với những gì đã được báo cáo cho các phân loài khác tại thời điểm đó.
Năm 2004, người ta đã phát hiện ra những thay đổi mạnh mẽ về cơ cấu lãnh thổ, mật độ và sản lượng sinh sản trong khu vực cốt lõi của Dự án Hổ Siberote-Alin Zapondnik, cho thấy rằng khi hổ được bảo vệ tốt khỏi tỷ lệ tử vong do con người gây ra trong thời gian dài, mật độ của con cái trưởng thành có thể tăng đáng kể. Khi nhiều con cái trưởng thành hơn sống sót, những con hổ mẹ đã chia sẻ lãnh thổ của chúng với những con hổ cái non của chúng sau khi con cái non trưởng thành. Đến năm 2007, mật độ của hổ được ước tính là 0,8 ± 0,4 con trong phạm vi 100 km2 (39 dặm vuông) ở phía nam Sikhote-Alin Zapondnik và 0,6 ± 0,3 hổ trong 100 km2 (39 dặm vuông) ở phần trung tâm của khu vực được bảo vệ.
Hổ Siberia chia sẻ môi trường sống với báo Amur, nhưng ở dãy núi Trường Bạch chúng đã được ghi nhận sinh sống thường xuyên hơn ở độ cao thấp hơn báo.

### Sinh sản và lối sống

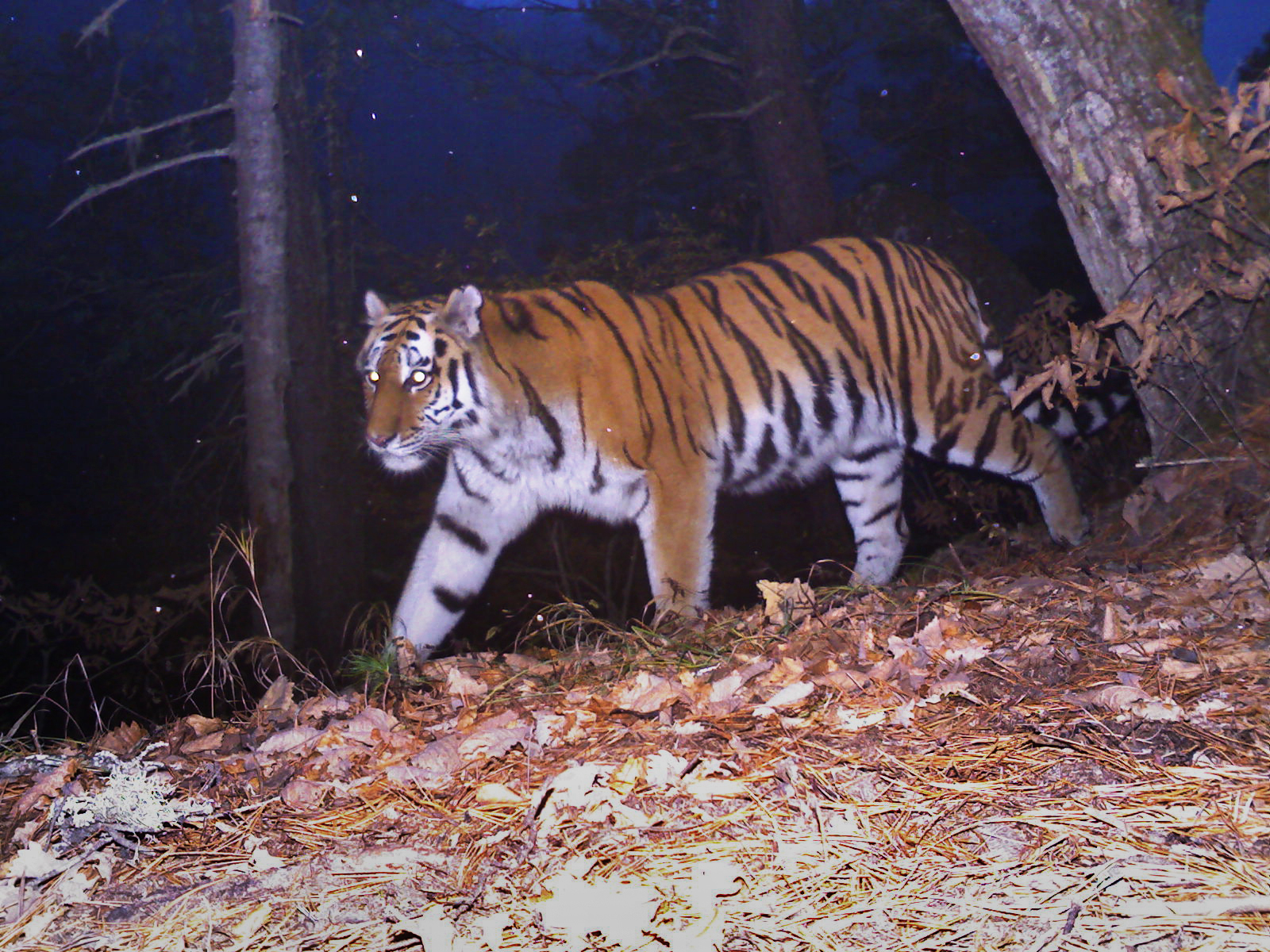
Một con hổ Siberia được chụp bởi bẫy ảnh

Hổ Siberia giao phối bất cứ lúc nào trong năm. Một con cái báo hiệu khả năng giao phối với đối tác của mình bằng cách để lại nước tiểu và vết cào trên cây. Nó sẽ dành 5 hoặc 6 ngày với con đực, trong thời gian đó con cái sẽ giao phối trong ba ngày. Thời gian mang thai kéo dài từ 3 đến 3½ tháng. Hổ cái thường đẻ 1 lứa khoảng hai đến bốn con nhưng có thể đến sáu con. Những con non được sinh ra chưa mở mắt sẽ luôn được hổ mẹ che chở và được chỉ để lại một mình khi nó rời khỏi đàn con để tìm kiếm thức ăn. Hổ con được chia đều giữa các giới tính khi sinh. Tuy nhiên, theo tuổi trưởng thành thường có từ hai đến bốn con cái đối với mỗi con đực. Đàn con cái vẫn sống với mẹ của chúng lâu hơn, và sau đó chúng thiết lập lãnh thổ gần với phạm vi ban đầu. Mặt khác, những con đực sẽ rời mẹ và sống tự lập, khiến chúng dễ bị tổn thương hơn với những kẻ săn trộm và những con hổ khác.
Tuy nhiên, máy ảnh của Hiệp hội bảo tồn động vật hoang dã đã từng bẫy được một bức ảnh hai con hổ Siberia đực và cái với ba con nhỏ.
Ở 35 tháng tuổi, hổ sẽ bước vào tuổi thiếu niên. Con đực đạt đến tuổi trưởng thành ở tuổi từ 48 đến 60 tháng. Tuổi thọ trung bình của hổ Siberia dao động từ 16-18 năm. Các cá thể hoang dã có khuynh hướng sống từ 10–15 năm, trong khi các cá thể nuôi nhốt có thể sống đến 25 năm.

### Chế độ ăn uống

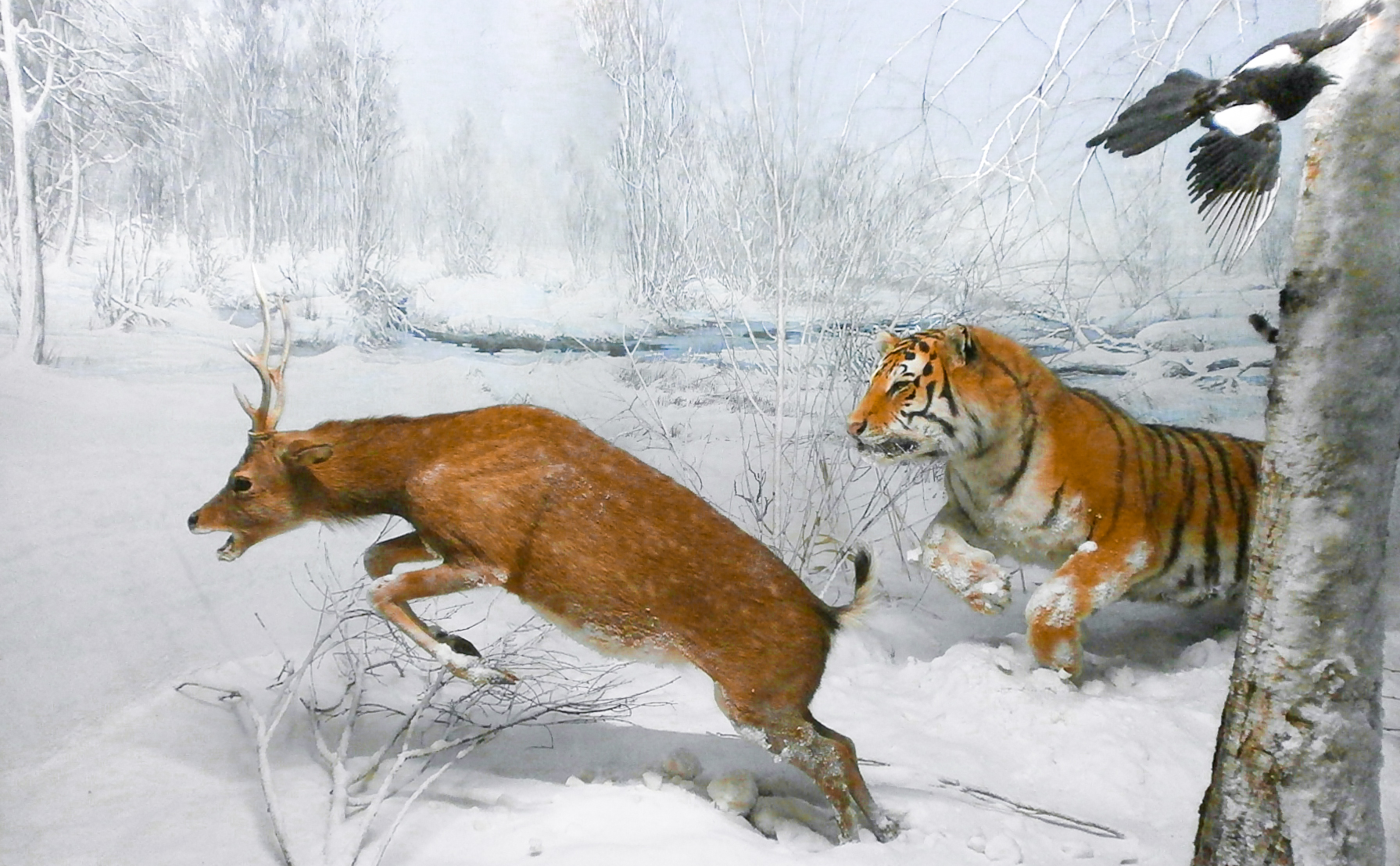
Một bức tranh vẽ hình ảnh một con hổ Amur đang đuổi theo một con hươu

Các con mồi của hổ Siberia bao gồm nai Mãn Châu, hươu xạ Siberia, sơn dương đuôi dài, nai sừng tấm, hoẵng Siberia, hươu sao Mãn Châu, heo rừng, thậm chí đôi khi là những con gấu ngựa và gấu nâu Ussuri có kích thước nhỏ. Loài hổ Siberia cũng săn những loài động vật nhỏ hơn như thỏ rừng, thỏ, ochotona và cá hồi làm thức ăn.
Từ tháng 1 năm 1992 đến tháng 11 năm 1994, 11 con hổ đã được bắt để đeo thiết bị theo dõi và được theo dõi trong hơn 15 tháng ở các sườn phía đông của dãy núi Sikhote-Alin. Kết quả của nghiên cứu này chỉ ra rằng sự phân bố của chúng gắn liền với sự phân bố của loài nai Mãn Châu, trong khi sự phân bố của lợn rừng không ảnh hưởng đến sự phân bố của hổ. Mặc dù chúng săn cả hai loài hoẵng Siberia và hươu sao, sự chồng chéo của những con thú móng guốc này đối với hổ khá thấp. Sự phân bố của loài nai sừng tấm được kết hợp không cao đối với sự phân bố của loài hổ. Sự phân bố môi trường sống ưa thích của các con mồi chính là một yếu tố dự báo chính xác về sự phân bố của loài hổ này.
Kết quả của một nghiên cứu ba năm về loài hổ Siberia cho thấy khoảng thời gian trung bình giữa săn mồi và tiêu thụ thức ăn ước tính thay đổi theo mùa: trong giai đoạn 2009-2012, ba con hổ trưởng thành đi săn mồi mỗi 7.4 ngày trong mùa hè và lượng tiêu thụ trung bình hàng ngày là 7.89 kg thịt (17,4 lb); vào mùa đông, chúng giết chết nhiều con mồi lớn hơn, săn mồi trong mỗi 5,7 ngày và lượng tiêu thụ trung bình hàng ngày là 10,3 kg thịt (23 lb).
Khi số lượng con mồi dồi dào ở mọi kích cỡ, hổ Siberia thích nhắm mục tiêu là những con mồi nhỏ hơn chúng.

### Va chạm với các thiên địch khác

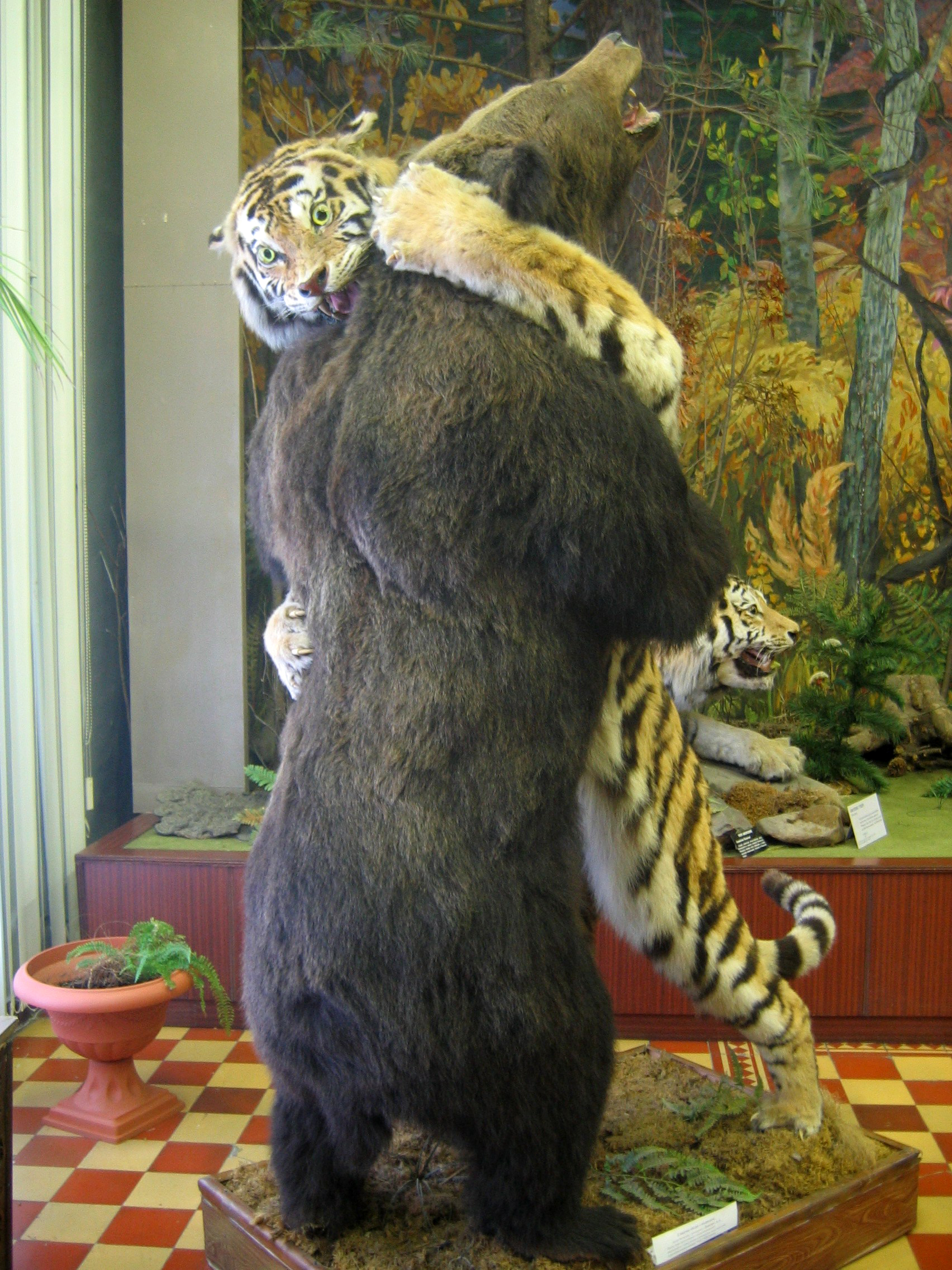
Triển lãm nhồi bông miêu tả một con hổ chiến đấu với một con gấu nâu, Bảo tàng Vladivostok.

#### Gấu
Sau khi giảm quần thể động vật móng guốc từ năm 1944 đến năm 1959, hơn 32 trường hợp loài hổ Amur đã tấn công cả gấu nâu và gấu ngựa được ghi nhận ở vùng Viễn Đông của Nga, và lông gấu được tìm thấy trong một vài mẫu phân hổ. Hổ tấn công gấu ngựa ít hơn gấu nâu do ít có sự tương đồng về môi trường sinh sống. Trong cùng một khoảng thời gian, bốn trường hợp gấu nâu giết chết hổ cái và những con hổ còn trẻ đã được báo cáo, cả trong các tranh chấp về con mồi và tự vệ. Hổ có thể giải quyết những con gấu lớn hơn bản thân chúng, sử dụng chiến thuật phục kích và nhảy lên gấu từ một vị trí trên cao, giữ cằm con gầu bằng một chân và cổ họng với cái chân kia, và sau đó giết nó bằng một cú cắn chí mạng vào cột sống. Hổ chủ yếu ăn các chất béo của gấu, chẳng hạn như lưng, giăm bông và háng.
Hổ Amur chủ yếu săn những con gấu còn trẻ và gấu nâu chưa trưởng thành. Các báo cáo về gấu Ussuri cái trưởng thành có kích thước nhỏ bị giết và ăn thịt bởi hổ đực lớn cũng rất phổ biến. Hiện tượng hổ săn gấu nâu đã không còn được phát hiện trong một nghiên cứu tiến hành từ năm 1993 đến năm 2002. Gấu nâu Ussuri, cùng với loài gấu ngựa nhỏ hơn chiếm 2,1% chế độ ăn hàng năm của loài hổ Siberia, trong đó 1,4% là gấu nâu. Một số con hổ được báo cáo đã bắt chước tiếng kêu của gấu ngựa để dụ chúng vào bẫy mai phục của hổ.
Ảnh hưởng của sự hiện diện của hổ đối với hành vi gấu nâu dường như thay đổi. Vào mùa đông 1970–1973, Yudakov và Nikolaev ghi nhận hai trường hợp gấu không hề sợ hổ và một trường hợp khác chứng minh gấu nâu đã thay đổi thái độ khi đi qua những con hổ. Các nhà nghiên cứu khác đã quan sát những con gấu theo dõi những con hổ để nhặt lượm con mồi mà hổ săn và có khả năng săn hổ. Mặc dù những nguy cơ bị hổ ăn thịt, một số gấu nâu thực sự được hưởng lợi từ sự hiện diện của hổ bằng cách chiếm đoạt con mồi của hổ vì gấu ít khi tự săn thành công. Gấu nâu thường thích tranh đấu với hổ cái có kích thước nhỏ hơn nhiều. Trong nghiên cứu từ xa trong khu vực bảo vệ Sikhote-Alin, 44 cuộc đối đầu trực tiếp giữa gấu và hổ đã được quan sát thấy, trong đó gấu nói chung đã bị giết trong 22 trường hợp, và hổ trong 12 trường hợp. Có những báo cáo về gấu nâu đặc biệt nhắm vào loài báo Amur và loài hổ Amur để tóm tắt con mồi của chúng. Trong khu bảo tồn Sikhote-Alin, 35% các vụ con mồi của hổ bị đánh cắp bởi gấu, với hổ khi ấy đã hốt hoảng bỏ chạy nhưng cũng có trường hợp chúng lao vào đánh nhau với gấu để giành lại miếng ăn. Một số nghiên cứu cho thấy rằng gấu thường xuyên theo dõi những con hổ để chiếm đoạt những con mồi vừa săn được của chúng, với những hậu quả gây thương vong cho hổ. Một báo cáo từ năm 1973 mô tả 12 trường hợp gấu nâu đã biết giết chết hổ, kể cả những con đực trưởng thành; trong tất cả các trường hợp, những con hổ sau đó đã bị những con gấu ăn.

#### Sói
Hổ làm giảm số lượng sói xám, hoặc đến mức tuyệt chủng cục bộ hoặc với số lượng thấp đi để làm cho chúng trở thành một thành phần không đáng kể về mặt chức năng của hệ sinh thái. Những con sói có khả năng thoát khỏi sự áp đảo của loài hổ chỉ khi áp lực của con người làm giảm số lượng hổ. Ở những nơi chó sói và hổ chia sẻ phạm vi, hai loài thường có nhiều tương đồng về chế độ ăn uống, dẫn đến cạnh tranh khốc liệt. Tương tác sói và hổ cũng được ghi chép ở Sikhote-Alin, nơi cho đến đầu thế kỷ 20, rất ít con sói đã được nhìn thấy. Số lượng sói có thể tăng lên trong khu vực sau khi hổ được loại bỏ phần lớn trong thời kỳ thuộc địa của Nga vào cuối thế kỷ 19 và đầu thế kỷ 20. Điều này được chứng thực bởi những cư dân bản địa của khu vực tuyên bố rằng họ không thấy những con sói sinh sống ở Sikhote-Alin cho đến những năm 1930, khi số lượng hổ giảm xuống. Ngày nay, những con sói được coi là khan hiếm trong môi trường sống của loài hổ, được tìm thấy trong các đàn phân tán, và thường sống đơn độc hoặc trong các nhóm nhỏ. Các bằng chứng đầu tiên về tương tác giữa hai loài chỉ ra rằng hổ thỉnh thoảng xua đuổi sói nếu nhận thấy sói muốn cướp con mồi của hổ, trong khi những con sói sẽ chờ hổ ăn xong và để lại phần thừa. Hổ không được biết là loài hay săn sói, thực tế có bốn trường họp hổ giết sói mà không ăn chúng. Tuy nhiên, những con hổ mới tách khỏi gia đình được cho là có thể săn sói như một con mồi.

#### Linh miêu
Hổ Siberia cũng cạnh tranh với linh miêu Á-Âu và thỉnh thoảng có thể giết và ăn chúng. Lí do là vì người ta từng thấy linh miêu trong dạ dày của hổ Siberia ở Nga. Vào tháng 3 năm 2014, một con linh miêu chết đã được phát hiện trong Khu bảo tồn thiên nhiên Bastak bởi các nhân viên của Hiệp hội bảo tồn động vật hoang dã và có bằng chứng về khả năng nó bị săn lùng và ăn thịt từ một con hổ Siberia. Linh miêu dường như bị phục kích, rượt đuổi, và bị giết bởi con hổ nhưng chỉ ăn một phần, cho thấy rằng con hổ có thể chỉ có ý định loại bỏ một đối thủ cạnh tranh nguồn thức ăn hơn là rượt nó như một con mồi. Sự kiện này đánh dấu một trong những trường hợp đầu tiên được ghi nhận về hiện tượng ăn thịt linh miêu của một con hổ.

## Tấn công con người

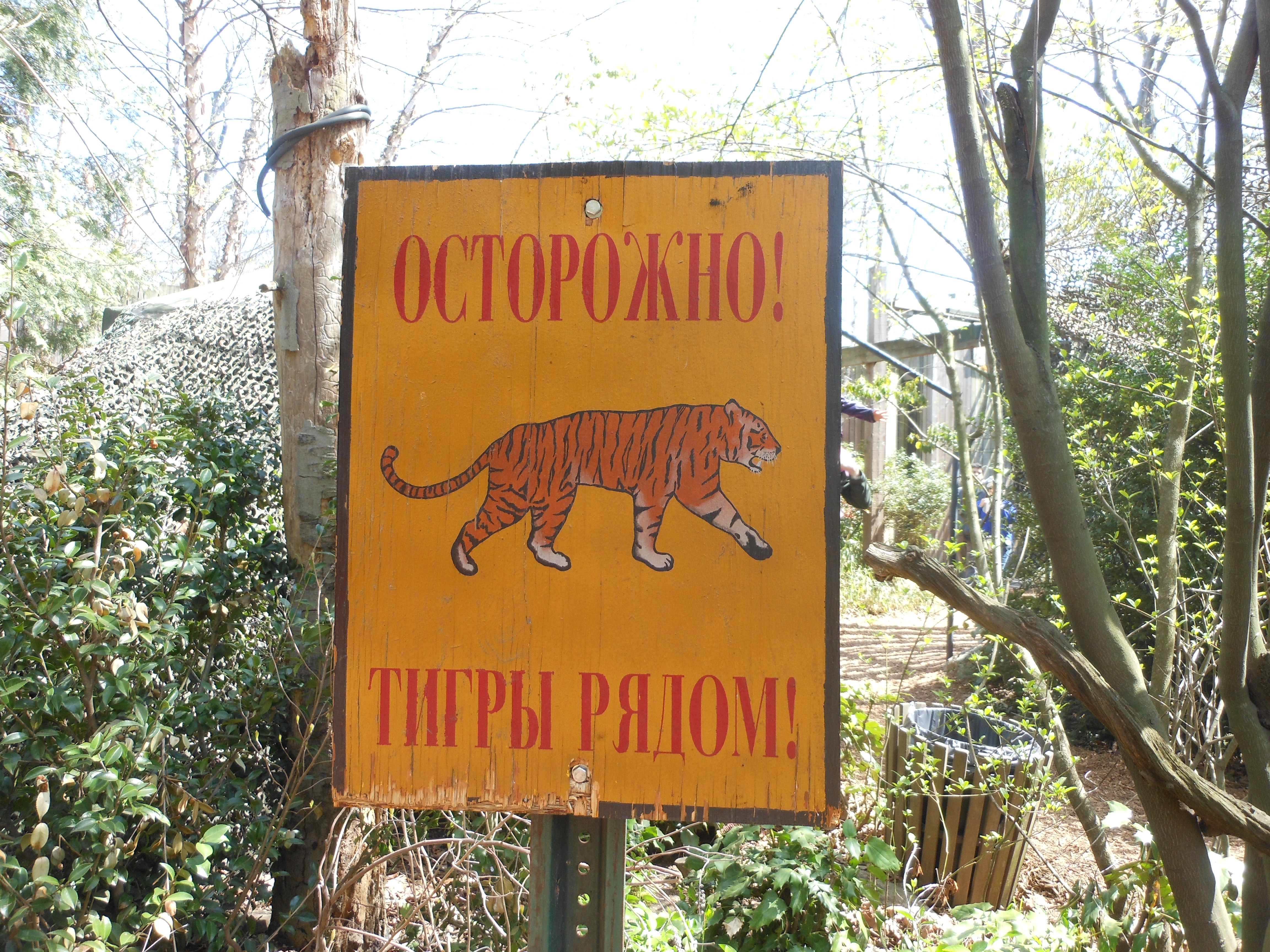
Một tấm biển cảnh báo về sự hiện diện của hổ tại một vùng hoang dã ở Nga.

Hổ Siberia rất hiếm khi trở thành một loài động vật ăn thịt người. Nhiều trường hợp tấn công vào con người được ghi nhận vào thế kỷ 19, thường xảy ra ở Trung Á trừ Turkmenistan, Kazakhstan và Viễn Đông. Loài hổ này hiếm khi được coi là mối nguy hiểm trừ khi bị kích động, mặc dù ở vùng hạ lưu của Syr-Darya, một con hổ được báo cáo đã giết chết một người phụ nữ lấy củi và một sĩ quan quân đội không có vũ khí trong tháng Sáu trong khi đi qua bụi cây sậy. Các cuộc tấn công vào các mục tử được ghi lại ở các vùng thấp hơn của Ili. Ở Viễn Đông, vào giữa và nửa sau thế kỷ 19, các cuộc tấn công con người của hổ Siberia đã được ghi lại. Năm 1867 trên sông Tsymukha, hổ đã giết chết 21 người đàn ông và làm bị thương 6 người khác. Tại tỉnh Cát Lâm của Trung Quốc, hổ tấn công đã tấn công thợ rừng và huấn luyện viên, và thỉnh thoảng vào cabin và giết cả người lớn và trẻ em.
Theo Cục Cảnh sát đế quốc Nhật Bản ở Triều Tiên vào nửa đầu thế kỷ 20, một con hổ trung bình chỉ giết chết một người, trong khi báo hoa mai giết chết ba người, lợn rừng là bốn và sói là 48 vào năm 1928. Chỉ có sáu trường hợp được ghi nhận ở Nga vào thế kỷ 20 về các cuộc tấn công không được chứng minh dẫn đến hành vi ăn thịt người của hổ. Tuy nhiên, các cuộc tấn công được chứng minh là phổ biến hơn thường là kết quả của những nỗ lực bất thành trong việc bắt giữ chúng. Chỉ có sáu trường hợp được ghi nhận ở Nga trong thế kỷ 20 về những cuộc tấn công khi chưa bị khiêu khích của hổ dẫn đến hành vi ăn thịt người của chúng. Tuy nhiên, các vụ tấn công do hổ bị kích động thường phổ biến hơn, thường là kết quả của những nỗ lực thất bại của con người lúc tìm cách bắt giữ chúng.
Vào tháng 12 năm 1997, một con hổ Amur bị thương đã tấn công, giết chết và ăn thịt hai người. Cả hai cuộc tấn công xảy ra ở thung lũng sông Bikin. Lực lượng đặc nhiệm chống săn trộm đã yêu cầu bộ kiểm lâm điều tra cả hai cái chết, theo dõi và giết chết luôn con hổ vừa gây án.
Vào tháng 1 năm 2002, một người đàn ông bị tấn công bởi một con hổ Siberia trên một con đường núi xa xôi gần Hồn Xuân ở tỉnh Cát Lâm, Trung Quốc, gần biên giới với Nga và Bắc Triều Tiên. Ông bị gãy xương ghép nhưng đã may mắn sống sót. Khi ông đang được chăm sóc y tế, câu chuyện của ông đã làm dấy lên sự nghi ngờ khi hổ Siberia hiếm khi tấn công con người. Một cuộc điều tra ở hiện trường vụ việc đã tiết lộ rằng thịt nai sống của người đàn ông bị con hổ bỏ qua. Các quan chức nghi ngờ người đàn ông là kẻ săn trộm đã gây ra vụ tấn công. Sáng hôm sau, những lần nhìn thấy hổ được báo cáo bởi người dân địa phương dọc theo cùng một con đường, và một đài truyền hình địa phương đã đến để ghi lại sự việc. Cả nhóm tìm thấy dấu chân con hổ và máu trong tuyết ở hiện trường và đi theo vệt máu với khoảng 2.500 mét, hy vọng có thể nhìn thấy con vật. Ngay sau đó, con hổ đã được nhìn thấy đang chậm chạp đi phía trước họ. Khi cả nhóm cố gắng tiến lại gần hơn để có một cái nhìn tốt hơn bằng camera, con hổ đột nhiên quay lại và tấn công, khiến bốn người phải chạy trốn trong hoảng loạn. Khoảng một giờ sau đó, con hổ tấn công và giết chết một phụ nữ 26 tuổi trên cùng một con đường rồi chôn xác người đó xuống đất. Các nhà chức trách đã đào lại thi thể người phụ nữ đó với sự giúp đỡ của một chiếc xe ủi đất. Lúc đó, con hổ đã được tìm thấy nằm cách xa 20 mét, đang trong tình trạng rất yếu và hầu như không còn sống. Nó đã được gây mê thành công để kiểm tra sức khỏe, cho thấy con hổ bị mất máu và bị thương nặng bởi một cái bẫy săn trộm bị dính quanh cổ, với dây thép cắt sâu xuống đốt sống, cắt đứt cả khí quản và thực quản. Mặc dù được tiến hành phẫu thuật bởi một nhóm bác sĩ thú y, con hổ đã chết vì bị nhiễm trùng vết thương. Cuộc điều tra tiếp theo của vụ tấn công đầu tiên cho thấy nạn nhân đầu tiên là một kẻ săn trộm đặt nhiều cái bẫy trên đường và bắt được cả con hổ và một con nai. Người đàn ông sau đó bị buộc tội săn trộm và xâm hại các loài động vật đang bị đe dọa. Ông ta đã ở tù hai năm. Sau khi được thả ra khỏi tù, ông ta đã bị bắt phải dọn dẹp khu rừng, nơi còn những cái bẫy cũ.
Trong một sự cố tại Sở thú San Francisco vào tháng 12 năm 2007, một con hổ Siberia đã xổng chuồng và giết chết một khách tham quan, và làm bị thương hai người khác. Con vật bị cảnh sát bắn chết. Vườn thú đã bị chỉ trích vì chỉ duy trì một hàng rào chỉ cao 3,8 m xung quanh chuồng hổ, trong khi tiêu chuẩn quốc tế là 4,9 m. Vườn thú sau đó dựng lên một hàng rào cao hơn và được bao quanh bởi một hàng rào điện. Một trong những nạn nhân bị thương tích thú nhận là đã chế nhạo làm kích động con vật.
Những người quản lý vườn thú ở tỉnh An Huy và các thành phố Thượng Hải và Thâm Quyến đã bị hổ tấn công và thiệt mạng trong năm 2010.
Vào tháng 1 năm 2011, một con hổ Siberia tấn công và giết chết một tài xế xe buýt du lịch tại 1 công viên động vật hoang dã ở tỉnh Hắc Long Giang. Các quản lí của công viên nói rằng tài xế xe buýt vi phạm các nguyên tắc an toàn vì đã rời khỏi xe để kiểm tra tình trạng xe buýt mà quên mất rằng những con hổ được tự do đi lại trong khu vực này.
Vào tháng 9 năm 2013, một con hổ Siberia đã tấn công một người quản lý vườn thú đến chết tại một vườn thú ở miền tây nước Đức sau khi người này quên khóa cửa lồng trong thời gian cho nó ăn.

## Các đe dọa
Là một trong 10 loài đang có nguy cơ bị tuyệt chủng cao nhất trên thế giới do mất môi trường sống và nạn săn bắt trái phép, với số lượng hiện nay chỉ còn khoảng 400 cá thể. Trong số 400 con hổ Siberia hoang dã ước tính còn sống, thì chỉ có khoảng 10 đến 17 con sống ở phía đông bắc Trung Quốc thuộc Mãn Châu, còn lại sống ở khu vực Siberia của Nga.
Kết quả phân tích di truyền của 95 mẫu hổ hoang dã Siberia từ Nga cho thấy tính đa dạng di truyền thấp, chỉ có 27-35 cá thể đóng góp vào gen của chúng. Làm trầm trọng thêm vấn đề là hơn 90% cá thể sống ở vùng núi Sikhote Alin. Những con hổ hiếm khi di chuyển qua hành lang phát triển, điều này ngăn cách quần thể phụ này với quần thể nhỏ hơn nhiều ở phía tây nam tỉnh Primorye.
Mùa đông năm 2006-2007 được đánh dấu bằng nạn săn trộm ở mức độ nghiêm trọng. Nạn săn trộm hổ và các con mồi hoang dã của chúng được coi là đang thúc đẩy sự suy giảm, mặc dù mật độ tuyết dày đặc vào mùa đông năm 2009 có thể làm sai lệch dữ liệu. Ở phía bắc Trung Quốc, trong khu bảo tồn thiên nhiên quốc gia Huang Huang He, những kẻ săn trộm đã thiết lập các bẫy quan trọng nhất, nhưng không có đủ nhân viên để tuần tra khu vực rộng 75 km2 (29 dặm vuông) này trong suốt cả năm. Trong Khu bảo tồn thiên nhiên quốc gia Hồn Xuân, việc săn trộm các loài động vật móng guốc cản trở sự phục hồi của quần thể hổ.
Do mùa đông kéo dài và nhiệt độ xuống thấp nên loài hổ này bị cạn nguồn thức ăn. Điều này buộc chúng phải tìm đến gần các khu vực dân cư để kiếm ăn và đây chính là một trong những nguyên nhân chúng dễ bị mắc bẫy của những tay thợ săn trộm. Hiện nay các chính sách bảo vệ loài hổ này được đưa ra, nếu ai vi phạm sẽ bị phạt rất nặng nhưng những tay săn trộm vẫn ngang nhiên săn bắn trái phép. Mỗi năm, trung bình có hơn 30 con hổ bị sát hại để lấy lông, da, xương, răng và nhiều bộ phận khác.

### Trong quá khứ
Sau khi Liên Xô tan rã, nạn phá rừng bất hợp pháp và hối lộ các kiểm lâm viên của vườn quốc gia đã tạo điều kiện cho nạn săn trộm hổ Siberia. Các thợ săn địa phương đã tiếp cận với một thị trường Trung Quốc béo bở trước đây và điều này một lần nữa khiến quần thể hổ trong khu vực có nguy cơ bị tuyệt chủng. Trong khi sự cải thiện trong nền kinh tế địa phương đã dẫn đến nguồn lực lớn hơn được đầu tư vào các nỗ lực bảo tồn, sự gia tăng hoạt động kinh tế đã dẫn đến tốc độ phát triển và phá rừng gia tăng. Trở ngại chính trong việc bảo tồn hổ là lãnh thổ khổng lồ mà mỗi cá thể hổ cần để tồn tại; cần tới 450 km (280 mi) cho một con cái và hơn thế nữa cho một con đực chỉ sống đơn độc.
Hổ Siberia đã từng phổ biến ở bán đảo Triều Tiên. Chúng đã bị xóa sổ trong thời kỳ Triều Tiên thuộc Nhật từ năm 1910 đến năm 1945.

## Bảo tồn
Hổ được đưa vào Phụ lục I của CITES, cấm buôn bán quốc tế. Tất cả các bang và các nước có thị trường tiêu dùng đều bị cấm buôn bán nội địa. Tại Hội nghị lần thứ 14 của các Bên tham gia CITES năm 2007, các biện pháp thực thi mạnh mẽ hơn đã được kêu gọi, cũng như chấm dứt việc nuôi hổ.
Năm 1992, Dự án Hổ Siberia được thành lập với mục đích cung cấp một bức tranh toàn diện về sinh thái của loài hổ Amur và vai trò của hổ ở vùng Viễn Đông của Nga thông qua các nghiên cứu khoa học. Bằng cách bắt và đeo cho hổ dây đeo vô tuyến, người ta sẽ theo dõi được cấu trúc xã hội, lãnh thổ, thói quen ăn uống, sinh sản, và mối quan hệ của chúng với các cư dân khác của hệ sinh thái, bao gồm cả con người. Những bộ sưu tập dữ liệu này hy vọng sẽ góp phần giảm thiểu các mối đe dọa săn trộm do săn bắn truyền thống. Dự án Hổ Siberia đã có hiệu quả trong việc tăng cường năng lực địa phương để giải quyết xung đột con hổ với Đội phản ứng Hổ, một phần của hệ thống kiểm tra bảo tồn hổ của chính phủ Nga, phản ứng với tất cả các xung đột của loài hổ; bằng cách tiếp tục nâng cao cơ sở dữ liệu lớn về sinh thái và bảo tồn hổ với mục tiêu tạo ra một kế hoạch bảo tồn hổ Siberia toàn diện; và đào tạo thế hệ tiếp theo của các nhà sinh vật học bảo tồn của Nga.
Vào tháng 8 năm 2010, Trung Quốc và Nga đã đồng ý tăng cường bảo tồn và hợp tác trong các khu bảo tồn ở khu vực xuyên biên giới cho loài hổ Amur. Trung Quốc đã thực hiện một loạt các chiến dịch nâng cao nhận thức cộng đồng bao gồm lễ kỷ niệm Ngày hổ toàn cầu đầu tiên vào tháng 7 năm 2010 và diễn đàn quốc tế về bảo tồn hổ và văn hóa hổ và lễ hội văn hóa hổ Amur Trung Quốc 2010 vào tháng 8 năm 2010.
Vào tháng 12 năm 2010, Hiệp hội bảo tồn động vật hoang dã (WCS Nga) và Quỹ Phoenix đã khởi xướng một dự án hợp tác với học viện động vật học London (ZSL) để cải thiện việc bảo vệ hổ và các con mồi của chúng trong bốn khu vực được bảo vệ chính, đó là Khu bảo tồn thiên nhiên Lavovsky, Khu bảo tồn Thiên nhiên Sikhote Alin, Công viên Quốc gia Zov Tigra và Khu bảo tồn Kedrovaya Pad - Leopardovii. Dự án bao gồm các thành phần sau.
- Giám sát các tuyến tuần tra và các kết quả thực thi pháp luật với hệ thống giám sát tuần tra MIST dựa trên kỹ thuật GIS
- Hỗ trợ cho các đội tuần tra (nhiên liệu, phụ tùng thay thế, bảo trì xe cộ và trang phục kiểm lâm)
- Tiền thưởng cho các đội tuần tra hoạt động tốt

Kết quả dự án đầu tiên cho thấy thành công. Các nỗ lực tuần tra (được đo bằng tổng thời gian dành cho tuần tra và khoảng cách tuần tra chân) trong hai khu vực được bảo vệ nơi dự án bắt đầu (Kedrovaya Pad - Leopardovii và Lazovsky) đã tăng lên đáng kể. Điều này được thiết lập bằng cách so sánh dữ liệu tuần tra quý 1 năm 2011 với quý 1 năm 2012. Kết quả thực thi pháp luật tuần tra (vũ khí bị tịch thu, trích dẫn săn trộm và các vi phạm khác cũng như tiền phạt) cũng tăng lên đáng kể. (Nó được thiết lập để so sánh kết quả của hai khu bảo tồn trong năm 2011 với các năm trước).

### Tái du nhập
Sau khi hổ Ba Tư tuyệt chủng, khu vực Trung Á và Tây Nam Á không còn hổ hoang dã. Lấy cảm hứng từ những phát hiện rằng hổ Amur là họ hàng gần nhất của hổ Ba Tư, đã có cuộc thảo luận về việc hổ Amur có thể là một phân loài thích hợp để đưa vào nơi an toàn ở Trung Á hay không. Đồng bằng Amu-Darya được đề xuất là một địa điểm tiềm năng cho một dự án như vậy. Một nghiên cứu khả thi đã được bắt đầu để điều tra xem khu vực đó có phù hợp không và nếu một sáng kiến như vậy sẽ nhận được hỗ trợ từ những người ra quyết định liên quan. Một quần thể hổ có thể sống với khoảng 100 động vật sẽ cần ít nhất 5000 km2 (1930 dặm vuông) các vùng có môi trường sống tiếp giáp với quần thể con mồi phong phú. Môi trường sống như vậy hiện không có sẵn ở đồng bằng và do đó không thể được cung cấp trong thời gian ngắn. Do đó, khu vực đề xuất là không phù hợp cho việc tái du nhập, ít nhất là ở giai đoạn phát triển này.
Một địa điểm giới thiệu thứ hai có thể có ở Kazakhstan là đồng bằng sông Ili ở rìa phía nam của hồ Balkhash. Đồng bằng nằm giữa sa mạc Saryesik-Atyrau và sa mạc Taukum và tạo thành một vùng đất ngập nước rộng khoảng 8000 km2. Cho đến năm 1948, vùng đồng bằng là nơi ẩn náu của loài hổ Ba Tư đã tuyệt chủng. Giới thiệu lại hổ Siberia đến đồng bằng đã được đề xuất. Những đàn lợn rừng lớn, vốn là cơ sở con mồi chính của hổ Turan, vẫn có thể được tìm thấy ở các đầm lầy của đồng bằng. Việc giới thiệu lại hươu Đại Hạ, từng là một con mồi quan trọng đang được xem xét. Do đó đồng bằng Ili được coi là một địa điểm phù hợp để tái du nhập.
Năm 2010, Nga đã trao đổi hai con hổ Amur bị giam cầm cho những con báo Ba Tư với chính phủ Iran, vì các nhóm bảo tồn của cả hai nước đã đồng ý đưa những con vật này vào tự nhiên trong vòng 5 năm tới. Vấn đề này đang gây tranh cãi vì chỉ 30% các bản phát hành như vậy đã thành công. Ngoài ra, như được đề cập bởi Bahram Kiabi, Giáo sư Sinh thái học tại Đại học Shahid Beheshti, hổ Siberia không giống hệt về mặt di truyền với hổ Ba Tư, nhưng tương tự. Một sự khác biệt khác về môi trường sống giữa 2 phân loài hổ Siberia và Ba Tư là yếu tố khí hậu, với môi trường sống của hổ Ba Tư có nhiệt độ cao hơn so với họ hàng của chúng ở Siberia và chuyên gia môi trường Kambiz Bahram Soltani cảnh báo rằng việc đưa các loài kỳ lạ vào môi trường sống mới có thể gây ra thiệt hại không thể đảo ngược và không thể biết được. Vào tháng 12 năm 2010, một trong những con hổ được trao đổi đã chết trong vườn thú Eram ở Tehran. Tuy nhiên, dự án có những người bảo vệ và Iran đã giới thiệu thành công lừa hoang Ba Tư và hươu Maral.
Giới thiệu lại trong tương lai được lên kế hoạch như một phần của dự án xây dựng lại tại công viên Pleistocene trong lưu vực sông Kolyma ở phía bắc Yakutia, Nga, với điều kiện quần thể động vật ăn cỏ đã đạt đến quy mô bảo đảm cho việc giới thiệu các loài săn mồi lớn.

### Trong điều kiện nuôi nhốt

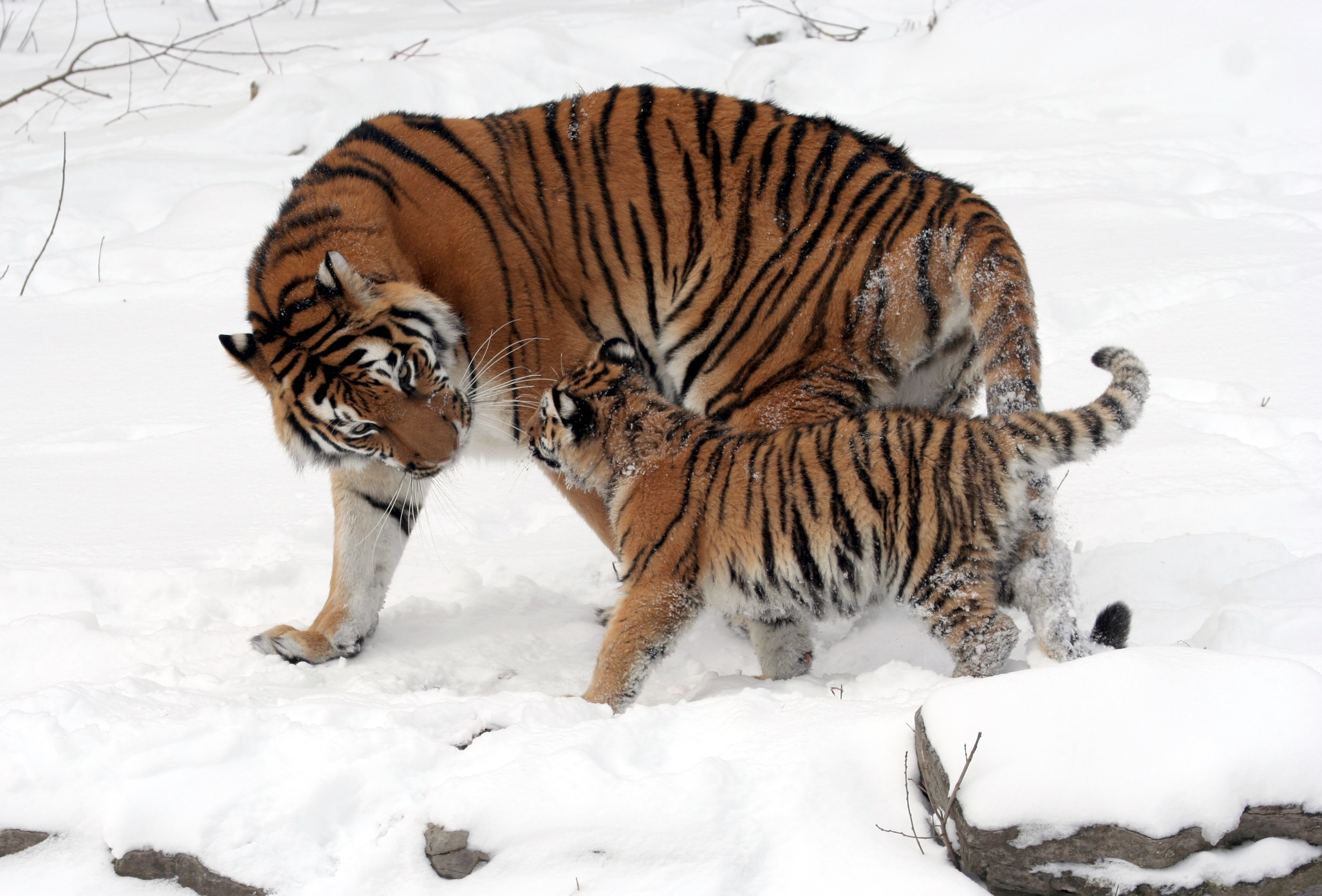
Hổ cái và con của nó ở vườn thú Buffalo

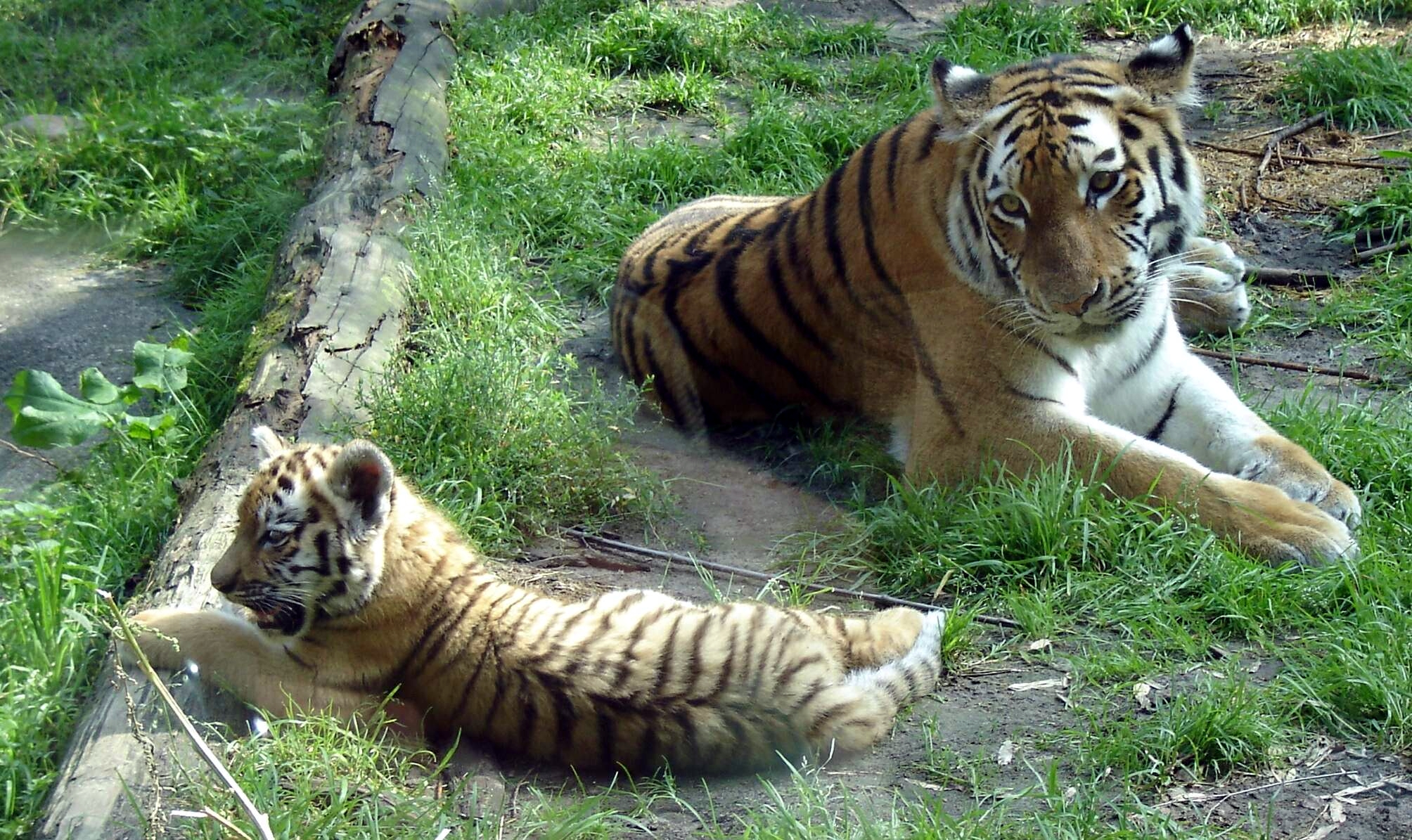
Một con hổ cái và con của nó trong điều kiện nuôi nhốt ở Amersfoort, Hà Lan

Những con mèo lớn, đặc biệt và mạnh mẽ là một kiểu triển lãm nổi tiếng của các vườn thú. Hổ Siberia được nhân giống dưới sự bảo trợ của Kế hoạch sinh tồn của loài (SSP), trong một dự án dựa trên 83 con hổ bị bắt trong tự nhiên. Theo hầu hết các chuyên gia, số lượng này đủ lớn để ổn định và khỏe mạnh về mặt di truyền. Ngày nay, khoảng 160 con hổ Siberia tham gia vào SSP, khiến nó trở thành phân loài hổ được nhân giống rộng rãi nhất trong chương trình. Được phát triển vào năm 1982, Kế hoạch sinh tồn của loài hổ Siberia là chương trình dài nhất cho một phân loài hổ. Nó đã rất may mắn và hiệu quả, và chương trình nhân giống cho hổ Siberia thực sự đã được sử dụng như một ví dụ điển hình khi các chương trình mới được thiết kế để cứu các loài động vật khác khỏi nguy cơ tuyệt chủng.
Quần thể hổ Siberia trong khuôn khổ Chương trình Loài có nguy cơ tuyệt chủng ở châu Âu có khoảng 230 cá thể, bao gồm cả những cá thể đầu tiên bị bắt ngoài tự nhiên.
Trong những năm gần đây, việc nuôi nhốt hổ ở Trung Quốc đã tăng tốc đến mức số lượng nuôi nhốt của một số phân loài hổ vượt quá 4.000 cá thể. Ba nghìn mẫu vật được báo cáo bởi 10 cơ sở nuôi nhốt "quan trọng", với phần còn lại nằm rải rác trong số 200 cơ sở còn lại. Điều này khiến Trung Quốc trở thành nơi có số lượng hổ nuôi nhốt lớn thứ hai trên thế giới, sau Mỹ, vào năm 2005, ước tính có khoảng 4.692 con hổ bị giam cầm. Trong một cuộc điều tra dân số do Liên đoàn bảo tồn Feline có trụ sở tại Hoa Kỳ thực hiện, 2.884 con hổ đã được ghi nhận là cư trú tại 468 cơ sở nuôi nhốt của Mỹ.

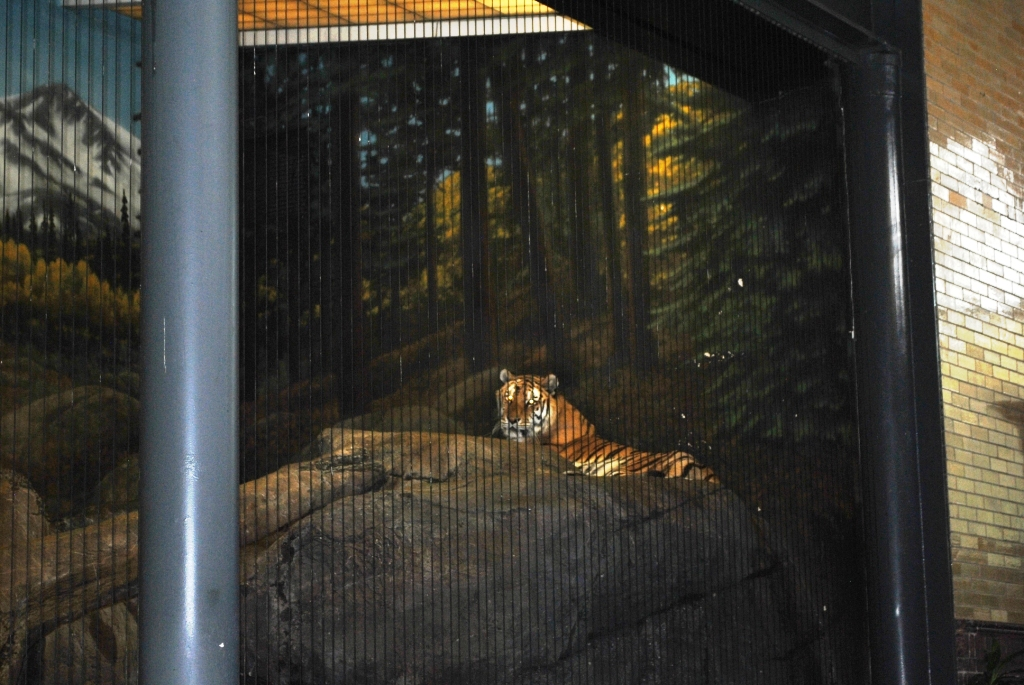
Hổ ở vườn thú Lincoln

Năm 1986, chính phủ Trung Quốc đã thành lập cơ sở chăn nuôi hổ Siberia lớn nhất thế giới, đó là Công viên rừng Hổ Đông Bắc Hắc Long Giang ở Cáp Nhĩ Tân (tiếng Trung: 黑龙江 东北), và có nghĩa là xây dựng một nhóm gen hổ Siberia để đảm bảo sự đa dạng di truyền của những con hổ này. Lưu Dân, Kỹ sư trưởng của Công viên Rừng Hổ Đông Bắc Hắc Long Giang, đã đưa ra một biện pháp sao cho Công viên và quần thể hổ hiện có sẽ được chia thành hai phần, một phần là loài bảo vệ để quản lý di truyền và phần còn lại dùng để làm cảnh. Người ta phát hiện ra rằng khi Công viên rừng Hổ Đông Bắc Hắc Long Giang được thành lập, nó chỉ có tám con hổ, nhưng theo tỷ lệ sinh sản của hổ tại công viên, số lượng hổ Siberia hoang dã trên toàn thế giới sẽ vượt qua 1.000 vào cuối năm 2010.

## Trong văn hóa
Người Tungusic gần như coi hổ là một vị thần và thường gọi nó là "Ông" hay "Ông già". Người Udege và Nanai gọi nó là "Amba". Người Mãn Châu coi hổ Siberia là "Hu Lin", tức nhà vua. Vì con hổ có một dấu trên trán của nó trông giống như một chữ Hán là 'Vua' (tiếng Trung Quốc: 王; bính âm: Wáng), hoặc một nhân vật tương tự có nghĩa là "Hoàng đế vĩ đại", nó được mọi người tôn kính, bất kể là người Udege hay người Trung Quốc. Đơn vị tinh nhuệ nhất của Quân đội Hoàng gia Trung Quốc trong thời nhà Thanh được gọi là "Hu Shen Ying", nghĩa đen là "Tiểu đoàn Thần hổ".
Hổ Siberia là động vật biểu tượng quốc gia của Hàn Quốc. Hodori, linh vật của Thế vận hội Mùa hè 1988 ở Seoul, Hàn Quốc, cũng là một con hổ Siberia. Hổ cũng được sử dụng như một khoản phí trong huy hiệu và là động vật quốc gia của Triều Tiên.
Vitaly, một trong những nhân vật phụ trong bộ phim hoạt hình của DreamWorks Animation là Madagascar 3: Thần tượng châu Âu là một con hổ Siberia nói bằng giọng Nga, do Bryan Cranston lồng tiếng.

## Hình ảnh

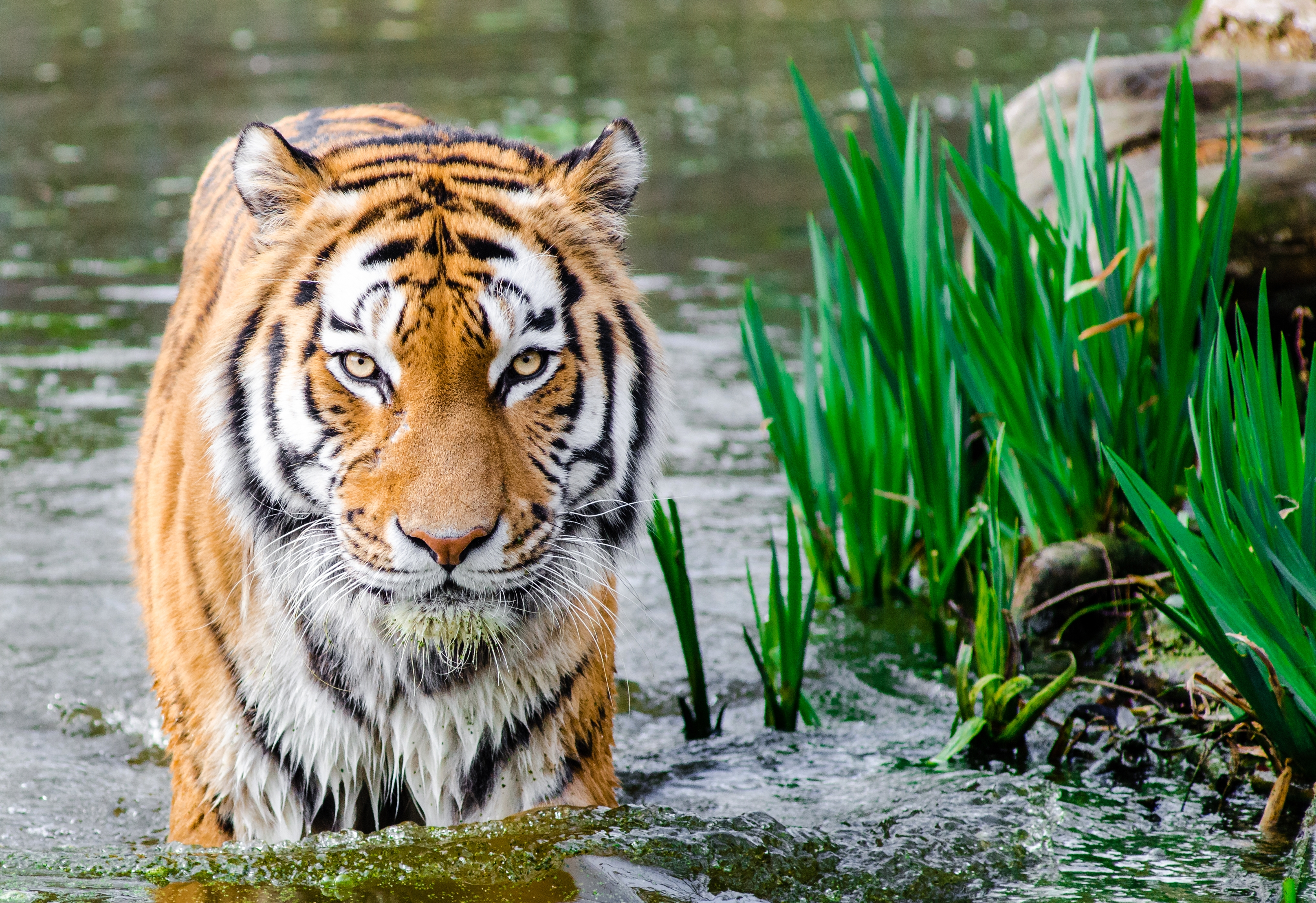
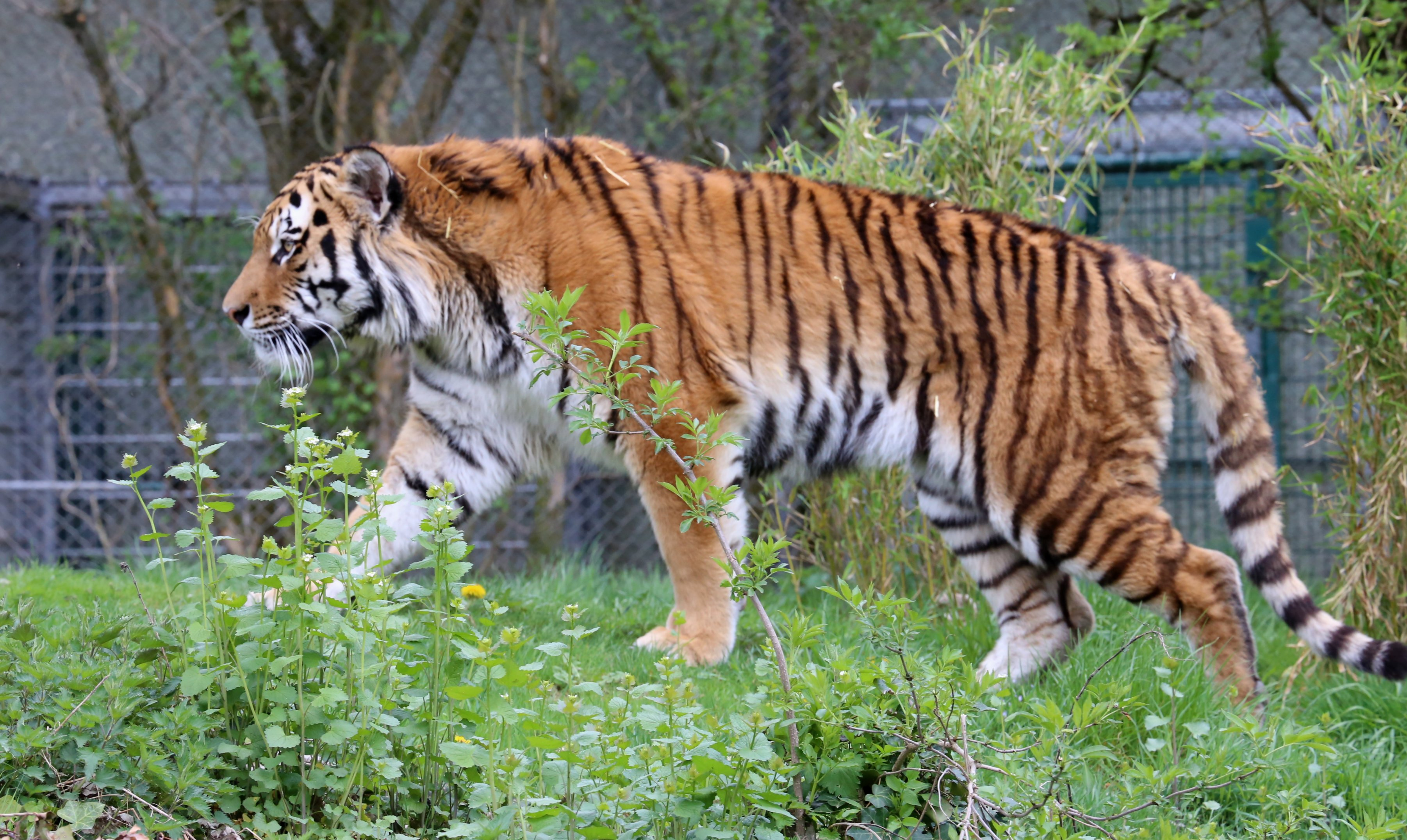
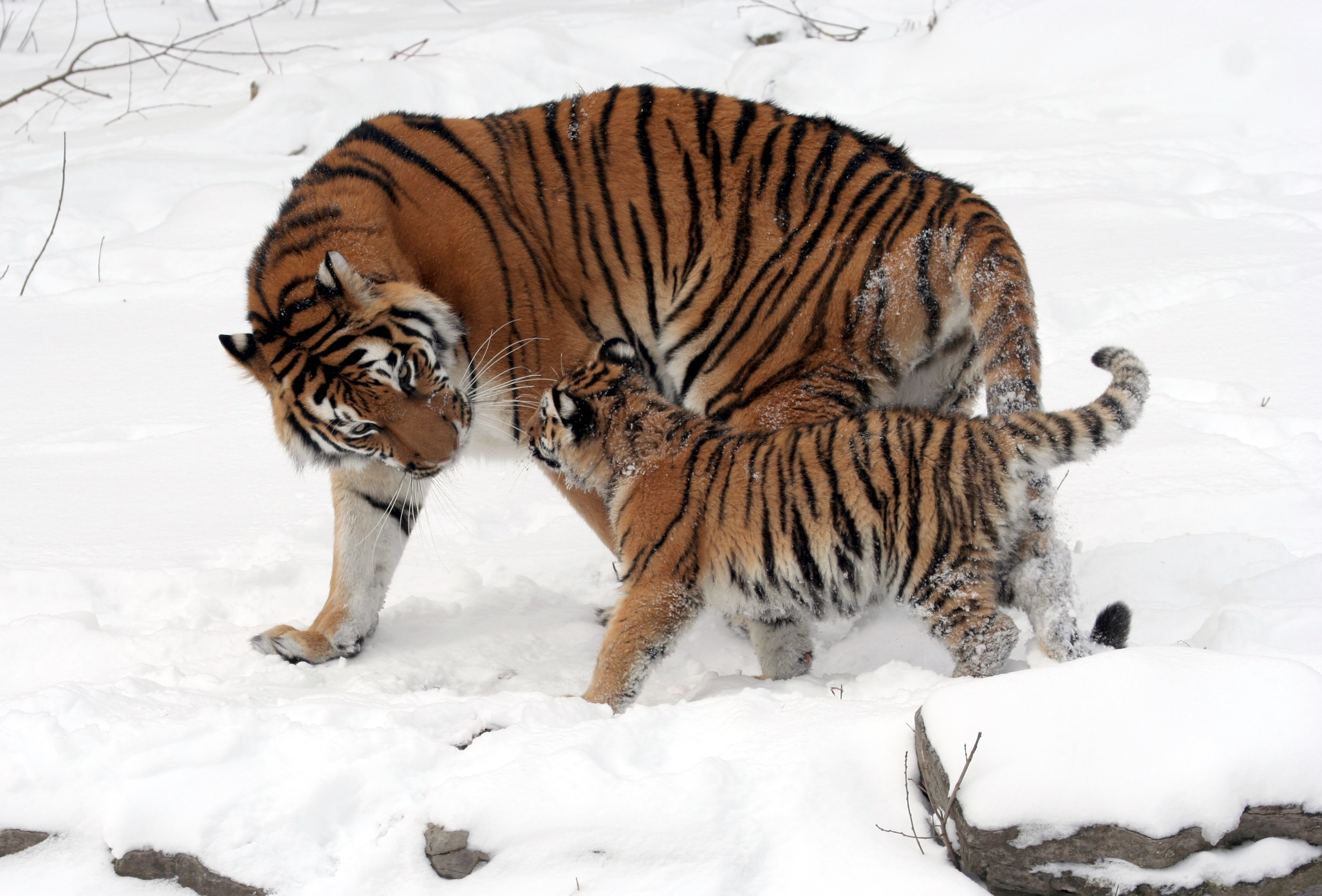
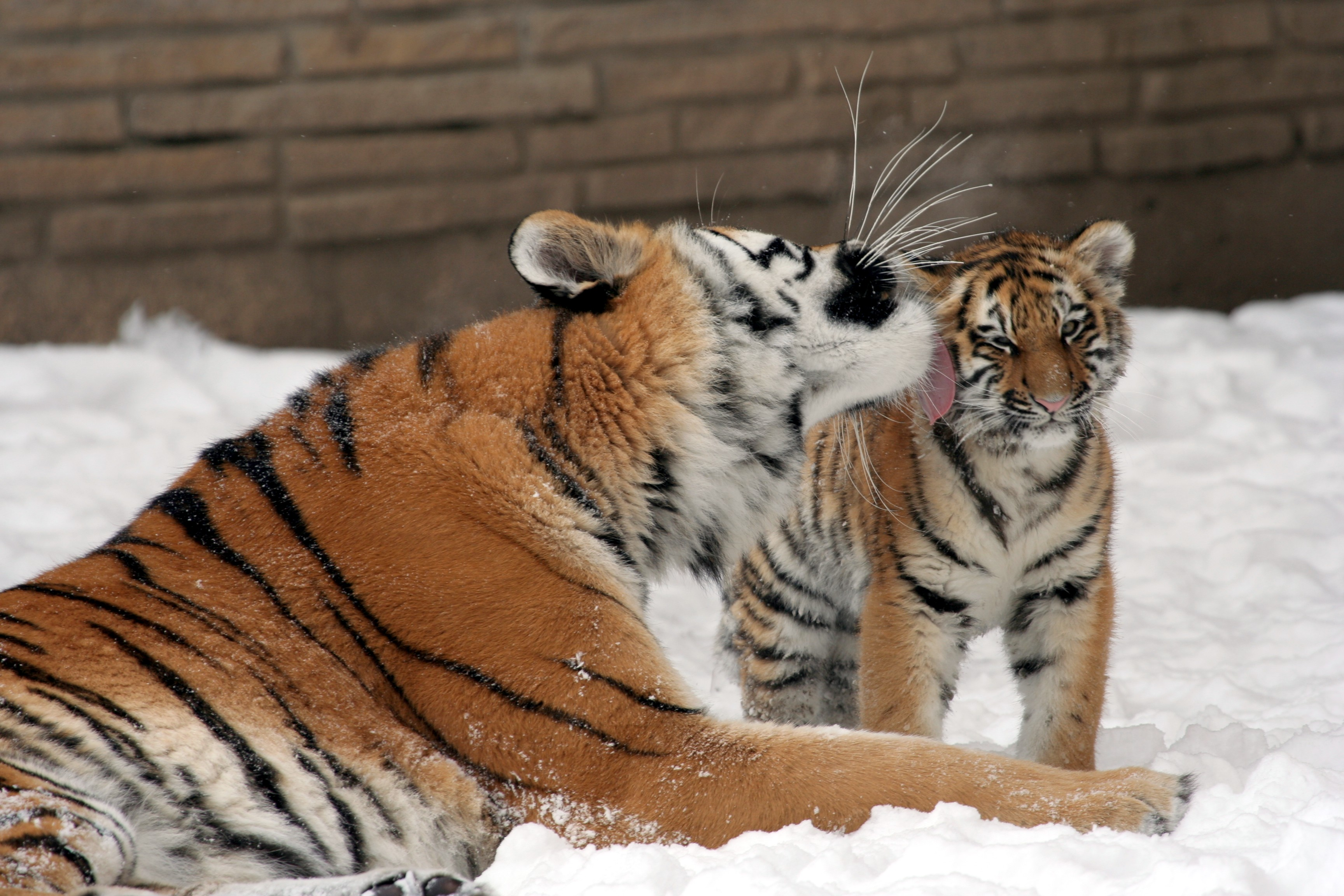
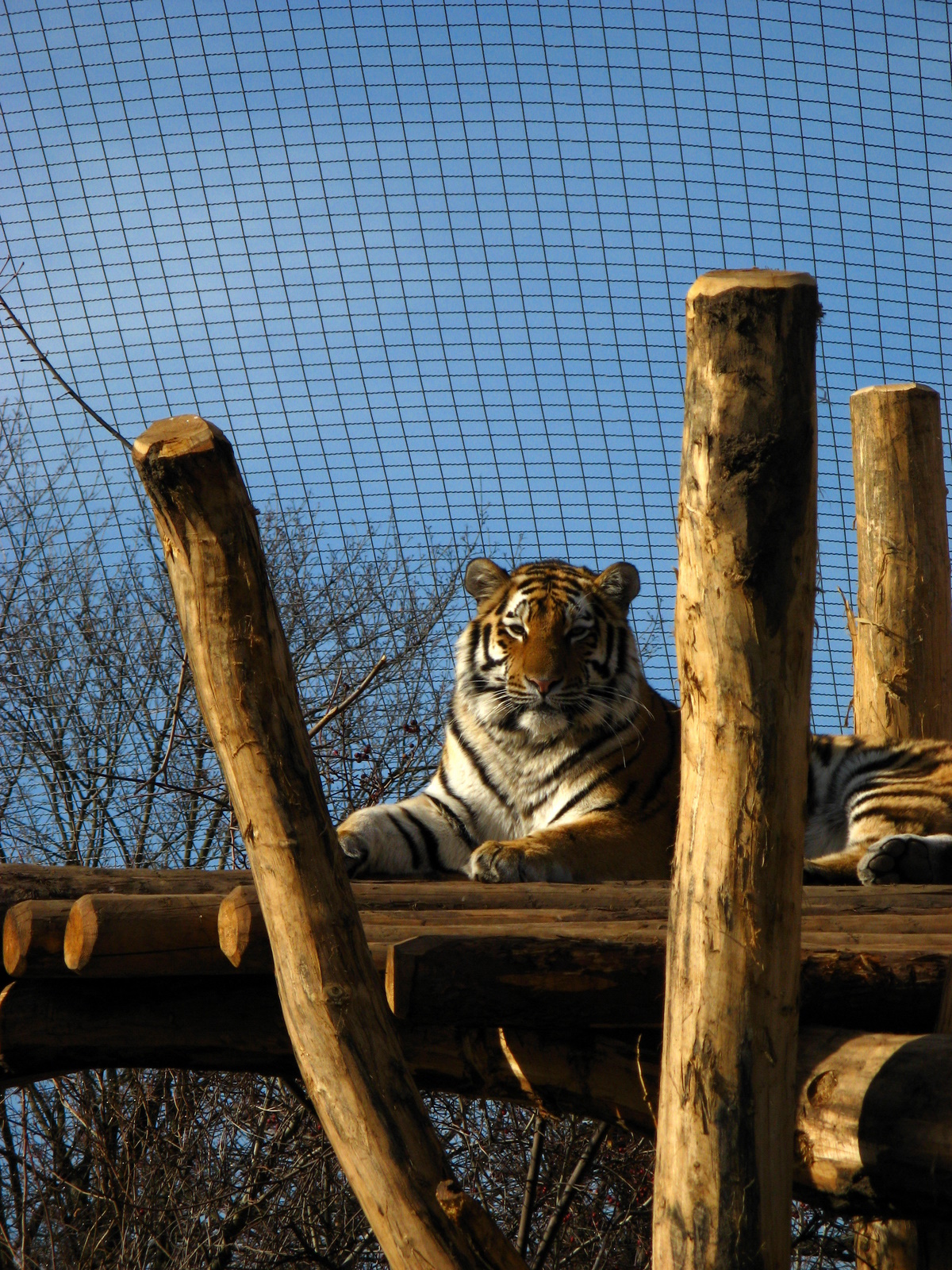
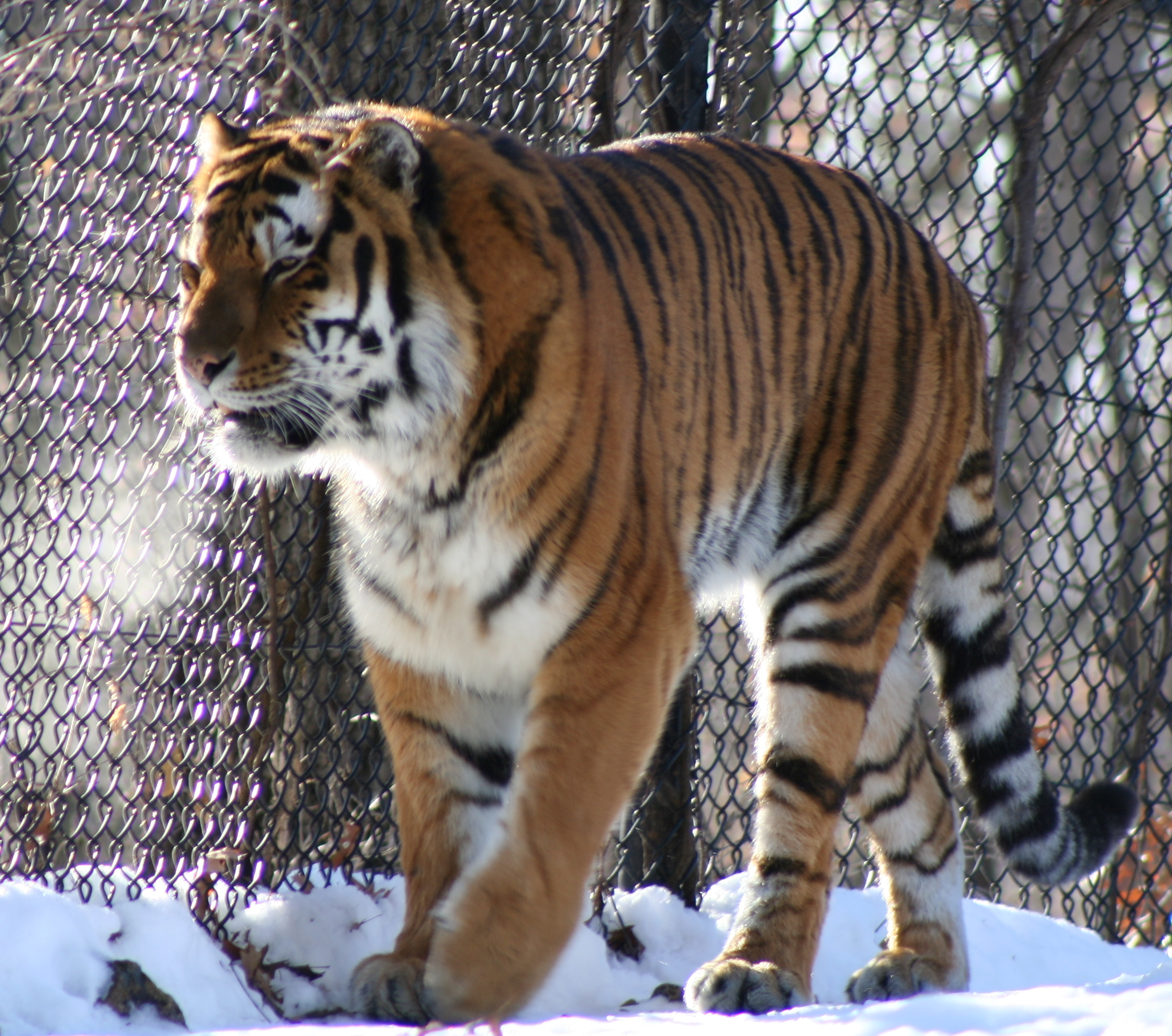
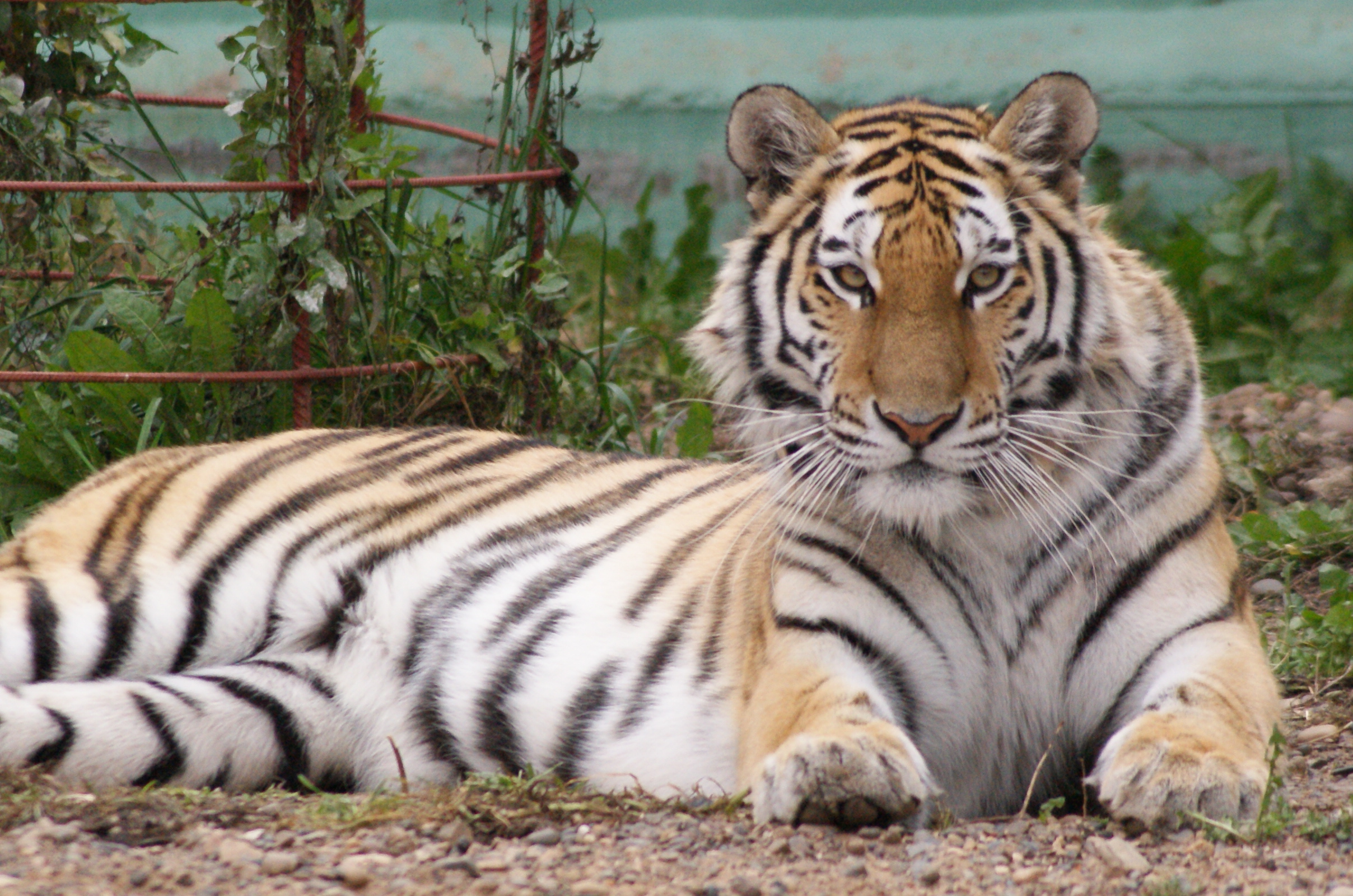
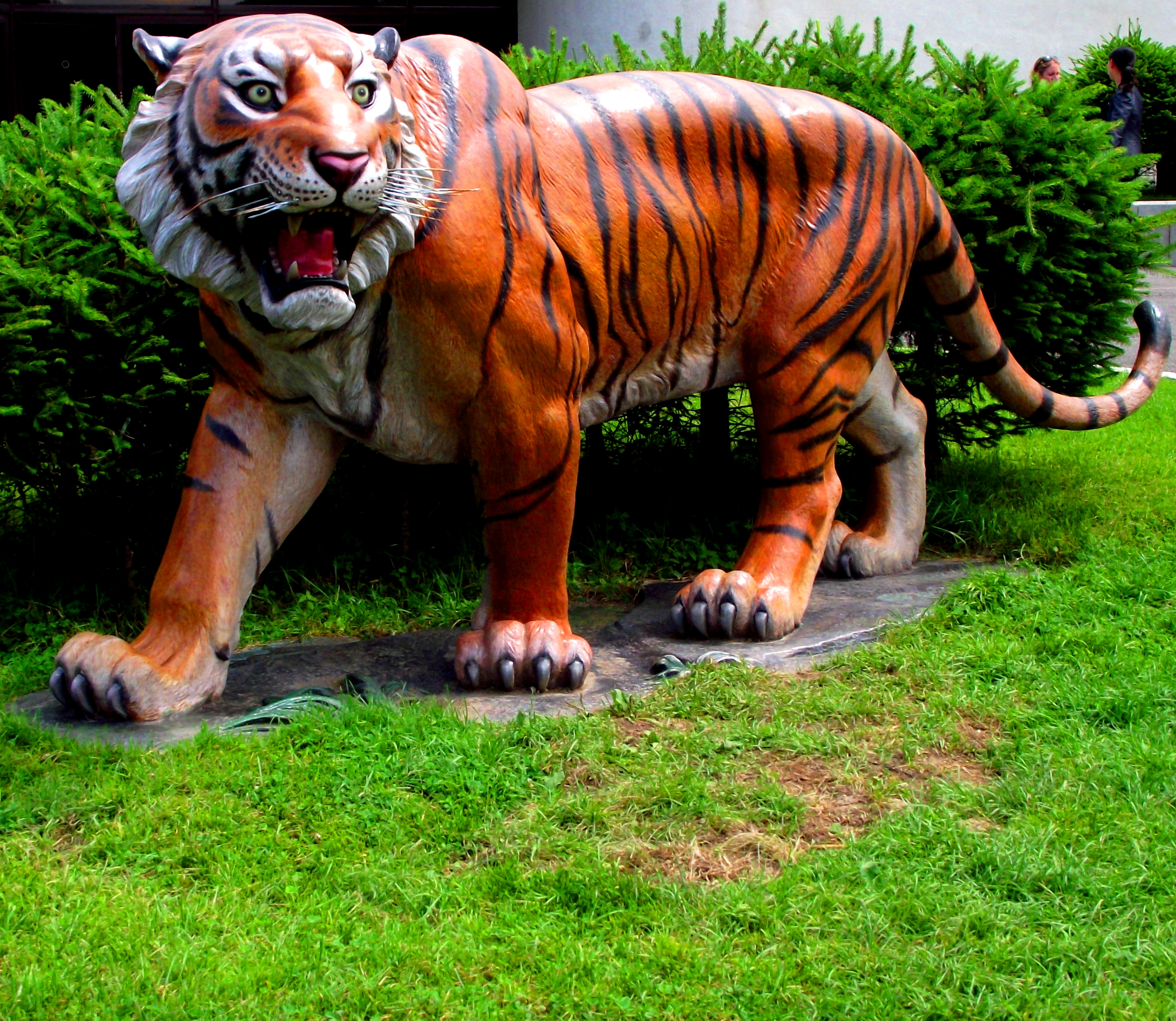